# Catedral de San Esteban (Viena)
La catedral de San Esteban (en alemán Domkirche St. Stephan, abreviado popularmente como Stephansdom) es la iglesia principal de la arquidiócesis de Viena (Austria) y la sede de su arzobispo. Está situada en la plaza de San Esteban (Stephansplatz), en pleno centro de la capital austríaca. La obra fue iniciada por Rodolfo IV de Austria y se levanta sobre las ruinas de dos iglesias anteriores, siendo la primera de ellas una parroquia consagrada en 1147. El edificio experimentó también varias reformas y ampliaciones a lo largo de su historia, siguiendo distintos estilos artísticos. Es el símbolo religioso más importante de Viena y ha sido testigo de multitud de eventos de la historia de Austria.
En el exterior del edificio se pueden observar el tejado, las dos torres campanario —la Sur y la Norte— y los pórticos de entrada al templo: el de los Cantores, el de las Torres, el del Obispo y el Gigante. La campana Pummerín es una versión reconstruida de la primitiva, que fue dañada por un incendio.
El interior de la catedral consta de tres naves y numerosos altares; cada uno de ellos alberga una variada cantidad de objetos y obras de arte que fueron recibiendo mediante donaciones de diferentes personalidades. Como en todo templo, antiguamente se realizaban entierros bajo sus suelos, por lo que el lugar conserva los sepulcros de varios nobles del país.

Fases de la construcción de la catedral: Torres románicas y Portal Gigante de la primera iglesia (1137), la segunda iglesia románica (1263), el Coro Albertino gótico (1340) y las ampiaciones góticas del duque Rodolfo IV (1359), que cubrieron la segunda iglesia románica, dejando Stephansdom con su aspecto actual.

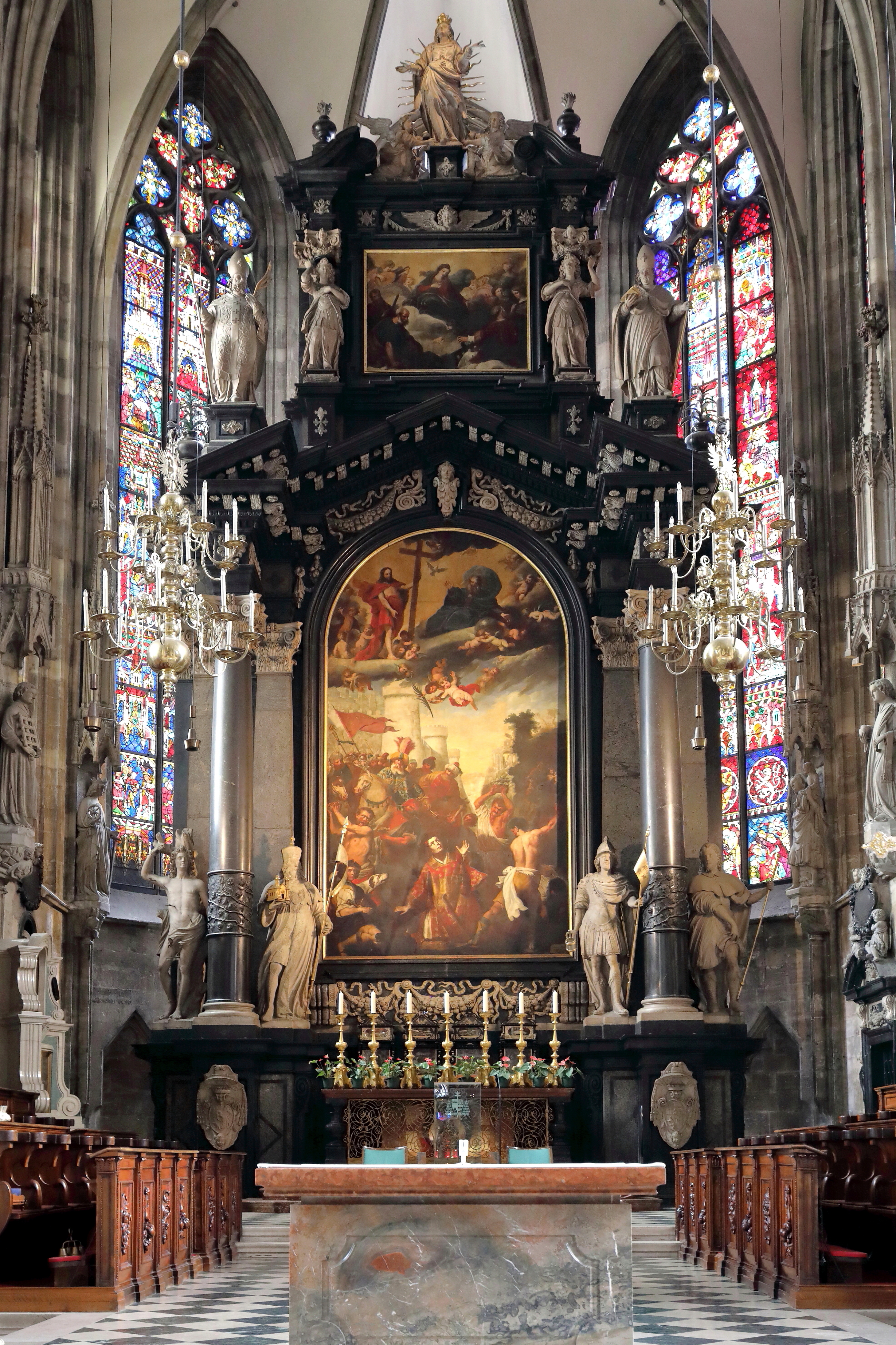
Altar mayor.

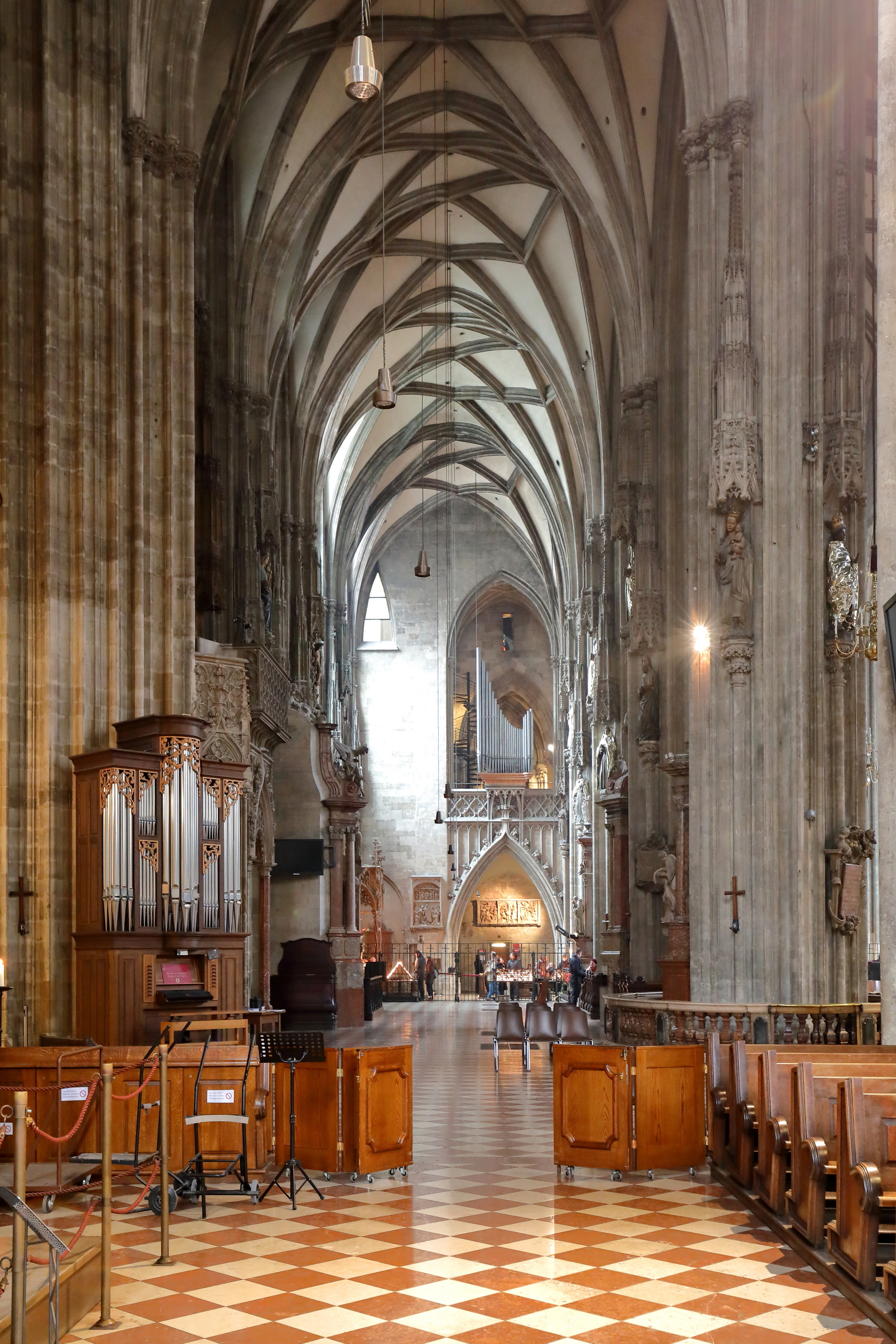
Bóveda lateral.

## Historia
A mediados del siglo XII, Viena se había convertido en un importante centro de la civilización francogermana en Europa Oriental, y las cuatro iglesias existentes, incluyendo solo una iglesia parroquial, eran insuficientes para satisfacer la demanda religiosa.
En 1137, el obispo de Passau, Reginmar, y el margrave Leopoldo IV firmaron el tratado de Mautern, donde se alude por primera vez a Viena como «Civitas», y se traslada la Iglesia de San Pedro a la diócesis de Passau. Según el tratado, el obispo donó al margrave Leopoldo IV las tierras que se extendían más allá de las murallas de la ciudad, con la notable excepción del territorio asignado a la nueva iglesia parroquial, que se convertiría en la catedral de San Esteban.
Aunque anteriormente se creía que se había construido en un campo abierto fuera de las murallas de la ciudad, la nueva iglesia parroquial fue construida, probablemente, en un antiguo cementerio que data de la antigüedad romana; las excavaciones realizadas en el año 2000 para instalar un sistema de calefacción pusieron al descubierto unas tumbas, a 2,5 metros por debajo de la superficie, que fueron fechadas en el siglo IV con la técnica del carbono 14. Este descubrimiento sugiere la existencia de un edificio religioso, incluso anterior a la iglesia Ruprechtskirche.
La historia de este templo se inicia en el año 1137, con una iglesia de estilo románico que, unos cien años después, se reconstruyó en un románico tardío. En el siglo XVII se amplió utilizando un estilo barroco. El pórtico románico está flanqueado por las dos Torres de los Paganos, ambas de 64 metros de altura. La torre del norte, inacabada y con una altura de 68 metros, se cerró en 1579 con una cubierta renacentista. En tiempos de la Contrarreforma la catedral fue provista de adornos barrocos. Algunos de los elementos colocados tienen una simbología asociada: las gárgolas del exterior representan a los malos espíritus.
Esta parroquia se consagró al patrono de la catedral de Passau, San Esteban. En 1137, todas las demás iglesias de la ciudad fueron colocadas bajo la jurisdicción de esta iglesia parroquial.
En abril de 1147 se produjo la consagración parcial de la iglesia, aún en obras, en presencia del obispo de Passau. Sus dimensiones eran exageradas para lo que era Viena en aquel entonces, lo que señala la visión de futuro de su creador, quien la preparaba para llegar a ser sede episcopal o iglesia del ducado.
Esta iglesia parroquial fue concluida en 1160, y poseía, con sus 83 metros de largo, el perfil de una catedral. Estaba orientada de la misma forma que la actual, hacia el punto de salida del sol del 26 de diciembre de 1137. No queda casi ningún resto de la antigua iglesia, aunque gracias a estudios arqueológicos se conocen las medidas de la nave central, que tuvo 12 metros de ancho (unos 26 si se suman las tres naves), y una longitud, incluyendo el ábside, de 83 metros.
La segunda construcción románica, iniciada en 1240 y consagrada en 1263, y de la que se conserva la fachada poniente con la gigantesca puerta, fue promovida esencialmente por los nuevos poderes, la burguesía y la casa ducal.
El nuevo edificio gótico de San Esteban empezó a construirse en 1304. El espacioso recinto de la nave, una de las más anchas de Europa, testimonia que aquí la burguesía pudo alcanzar la posición dominante. Entre 1304 y 1344 se levantó el coro. A partir de 1359 se comenzaron a construir las paredes laterales de la nave central, las cuales encerraron como una funda la antigua nave románica. Hasta 1446 no se concluyeron las últimas bóvedas bajo el gigantesco techo. Entre 1359 y 1443 se levantó la torre meridional. El primer rayo que cae sobre el altar mayor e ilumina el lugar se usa como símbolo del cielo abierto que, según lo enunciado en los Hechos de los Apóstoles, pudo observar San Esteban antes de morir.
Las únicas partes que aún perduran del antiguo edificio son la Cámara Negra, situada en un nivel inferior de la Torre Pagana sur, y que actualmente alberga un confesionario, y una parte de los bajos de la planta oeste.

### El románico tardío

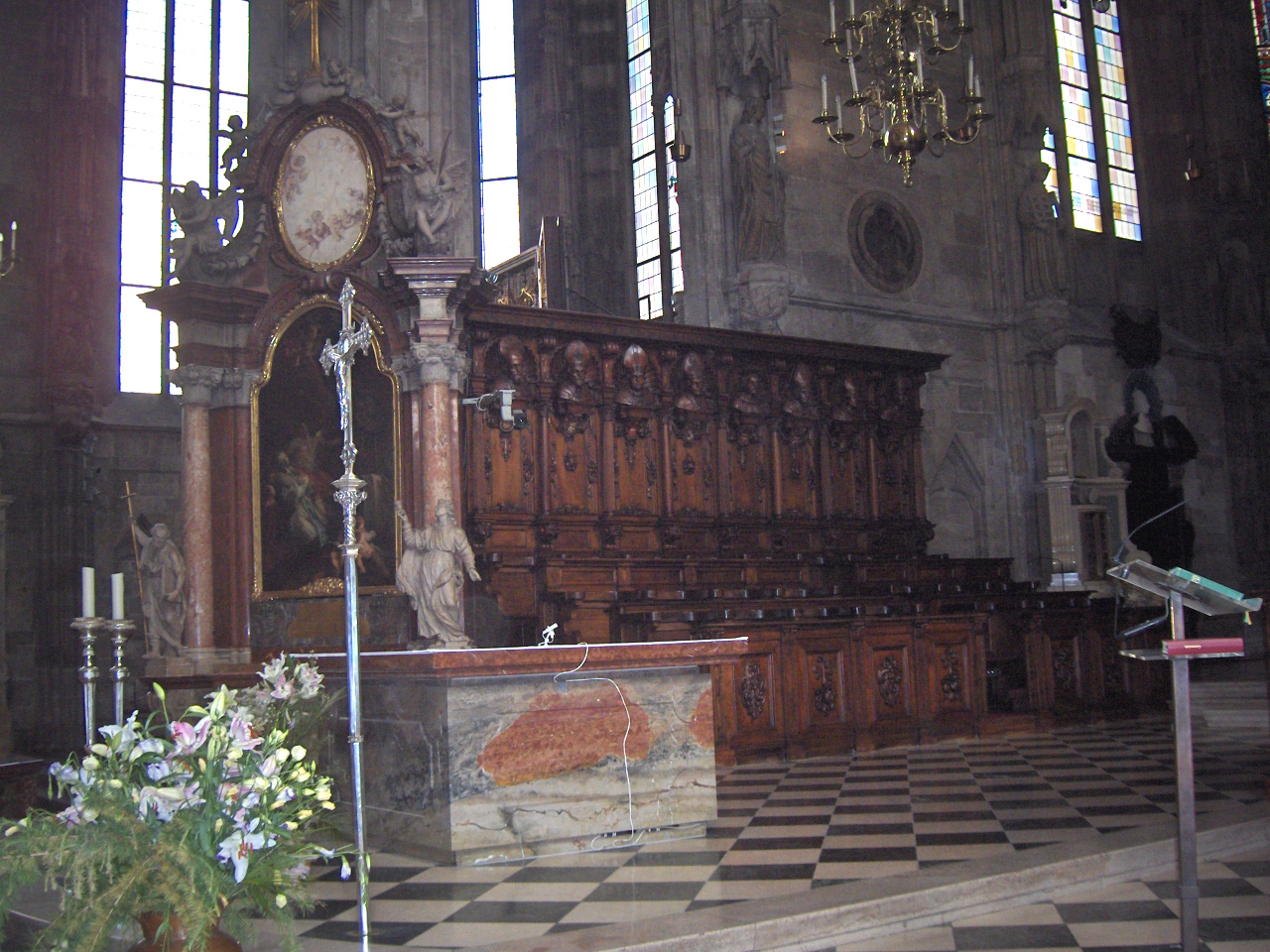
Coro.

Entre 1230 y 1245 se amplió la segunda iglesia románica hacia el oeste. De esta fase se conservan el Portal Gigante y las torres octogonales llamadas Torres Paganas. El propósito de la ampliación fue que esta iglesia se convirtiera en sede episcopal. Poseía un profundo coro central, un transepto saliente y una planta basilical de tres naves. Entre las dos Torres Paganas se situaba la galería oeste, semejante a la Catedral de Carlomagno en Aquisgrán y a las galerías de las antiguas catedrales imperiales alemanas, concebidas como un espacio independiente, pero orientado hacia el altar.
En 1258 sufrió un gran incendio que destruyó gran parte de la nueva construcción. La iglesia fue reconstruida y consagrada el 23 de abril de 1263 por el obispo Otto de Passau. Las medidas del nuevo edificio eran 70 m de largo y 65 m de altura. El aniversario de esta consagración se celebra con un repique especial de la campana Pummerin durante tres minutos.
En 1267 Gerhard de Transilvania fundó la Curia (que aún perdura) a cargo de la parte espiritual de la catedral, Hans Puschbaum y realizó la bóveda de la nave central.

### Las ampliaciones góticas
El Coro Albertino, construido entre 1304 y 1340 durante el gobierno del duque Alberto II e influenciado por la burguesía vienesa, es un coro gótico de tres ábsides. En su diseño se usó como modelo el coro de la abadía cisterciense de Heiligenkreuz, y Albert de Passau la consagró el 23 de abril de 1340. Posteriormente, bajo el gobierno del duque Rodolfo IV el Fundador se construyeron las dos capillas laterales oeste de dos plantas, denominadas capillas ducales. En 1359 el duque colocó la primera piedra de la reforma gótica. La construcción siguió lentamente durante un siglo. Así es como se colocó la piedra de Colmano el 23 de marzo de 1361 en la cual, según se dice, fue martirizado San Colmano. Ese mismo año se comenzaron a construir los muros de las naves. El duque Rodolfo IV constituyó en 1365 en el lugar la sede del Capítulo Colegial de Todos los Santos, ubicando su sala capitular en la galería oeste. Esto sirvió como antecedente para la creación del obispado.
En 1433 se finalizó la aguja de la torre sur, en 1440 las cornisas de la nave central, y el tejado antes de 1474. La sacristía inferior se edificó entre 1417 y 1430, pegada a la nave sur. Los muros de la nave central se edificaron rodeando exteriormente los muros románicos, de manera que las obras permitiesen continuar las celebraciones religiosas en el interior. Los muros románicos no se derribaron hasta 1430, cuando finalizó la construcción gótica. En 1440 se comenzó a construir la armadura del tejado con madera de alerce y sin emplear un solo clavo. Posteriormente se abovedó el edificio, siendo el abovedamiento de la nave central obra de Hans Puschbaum, a partir de 1466. Federico III colocó la piedra inicial de la torre norte en 1450, construcción que no se iniciaría hasta 1467. Un dato anecdótico es que, debido a las malas condiciones climáticas, la producción de vino de ese año resultó malograda por ser este demasiado ácido, motivo por el que fue utilizado como mortero para los cimientos.
En 1511, una época marcada por los descubrimientos, las guerras contra los turcos y las turbulencias religiosas, se detuvieron las construcciones medievales, incluida ésta. Ese año se colocó la última piedra, según consta en una inscripción en la misma. Los trabajos se reiniciaron en 1578, cuando Hans Saphoy finalizó la coronación de la parte construida de la torre norte con una cúpula de estilo renacentista.
Durante los inicios del Humanismo se construyeron el púlpito, el pie de órgano del maestro Pilgram, la pila bautismal y la Sillería de los Consejeros (desaparecida en un incendio en 1945), y muchas placas recordatorias de ciudadanos vieneses y especialistas de la Universidad. Fernando II otorgó al obispo el título nobiliario de Príncipe Obispo o Imperial.

### Ampliaciones barrocas
La catedral tuvo una ampliación, de estilo barroco, realizada en dos partes: el altar mayor de los hermanos Pock fue finalizado bajo el mandato del príncipe obispo Breuner en 1647. En este período se realizaron también los ornamentos rojos de Breuner, que actualmente se usan en la festividad del santo patrono de la catedral. El altar mayor lo donó el episcopado, mientras que la burguesía hizo lo mismo con la ornamentación de la nave central. Unos años más tarde, en 1677, se comenzó una nueva ornamentación siguiendo el mismo estilo en los altares laterales, los oratorios imperiales y los órganos.
En 1683, durante la segunda invasión turca a la ciudad, la catedral fue impactada por aproximadamente mil balas de cañón (algunas de las cuales se conservan en la actualidad). Con el fin de engañar al enemigo y hacerle creer que había recursos materiales de sobra, el tejado fue reparado con lona. La ciudad fue liberada el 12 de septiembre de 1683, después de una misa celebrada por el capellán Marco D'Aviano. Como recuerdo de la batalla se encargó la campana Pummerin, forjada con la fundición del bronce de los cañones turcos abandonados, que fue colocada en la torre sur. En 1693 se colocó el icono de "María en el Sol", y en 1697 la imagen de "María Pocs".
En 1723 el templo elevó su categoría a iglesia metropolitana, al convertirse Viena en una arquidiócesis. El sacristán Johan Wachter elaboró en 1732 una estadística de las liturgias en esta época: en un día se realizaban de promedio ciento cincuenta misas, y como mínimo una pontifical. Wachter contabilizó ese año 1.095 rosarios y 129 000 confesiones. Ese mismo año se cerró el cementerio contiguo a la iglesia.
En 1755 se amplió por orden de María Teresa la cripta donde descansan los restos del duque Rodolfo IV y otros miembros de los Habsburgo, y en 1782 se prohibieron los entierros en la catedral. Ese mismo año el Papa Pío VI convenció al emperador José II de que cambiara su política religiosa, y concelebró una misa de Pascua en este lugar. En la Cámara de Ornamentos se conservan valiosos objetos donados en esa oportunidad por el papa al arzobispo de Viena, cardenal Migazzi.
En 1699 se demolió la "Casa de las Reliquias" debido al menosprecio y a la pérdida de valor que éstas sufrieron tras la Reforma. Para 1792 habían desaparecido los edificios de los cantores, ministros eclesiásticos y prestamistas, que estaban ubicados en la parte oeste.
Durante las Guerras Napoleónicas de 1809 se produjeron luchas dentro del templo en las que fueron dañadas diversas obras de arte.

### DelsigloXIXa la actualidad

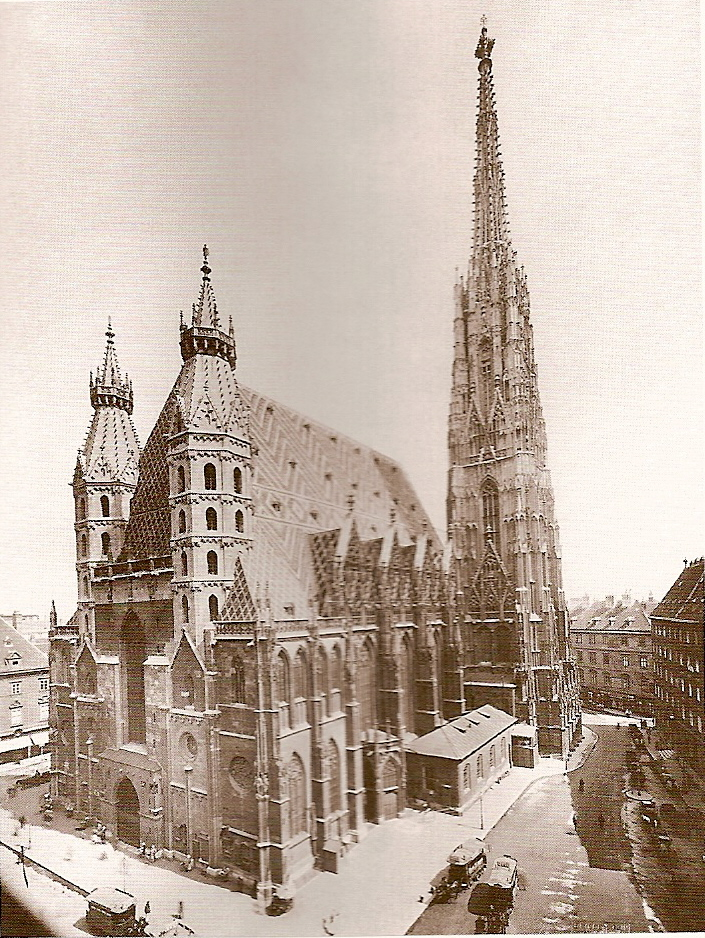
Imagen de la Catedral tomada en 1905.

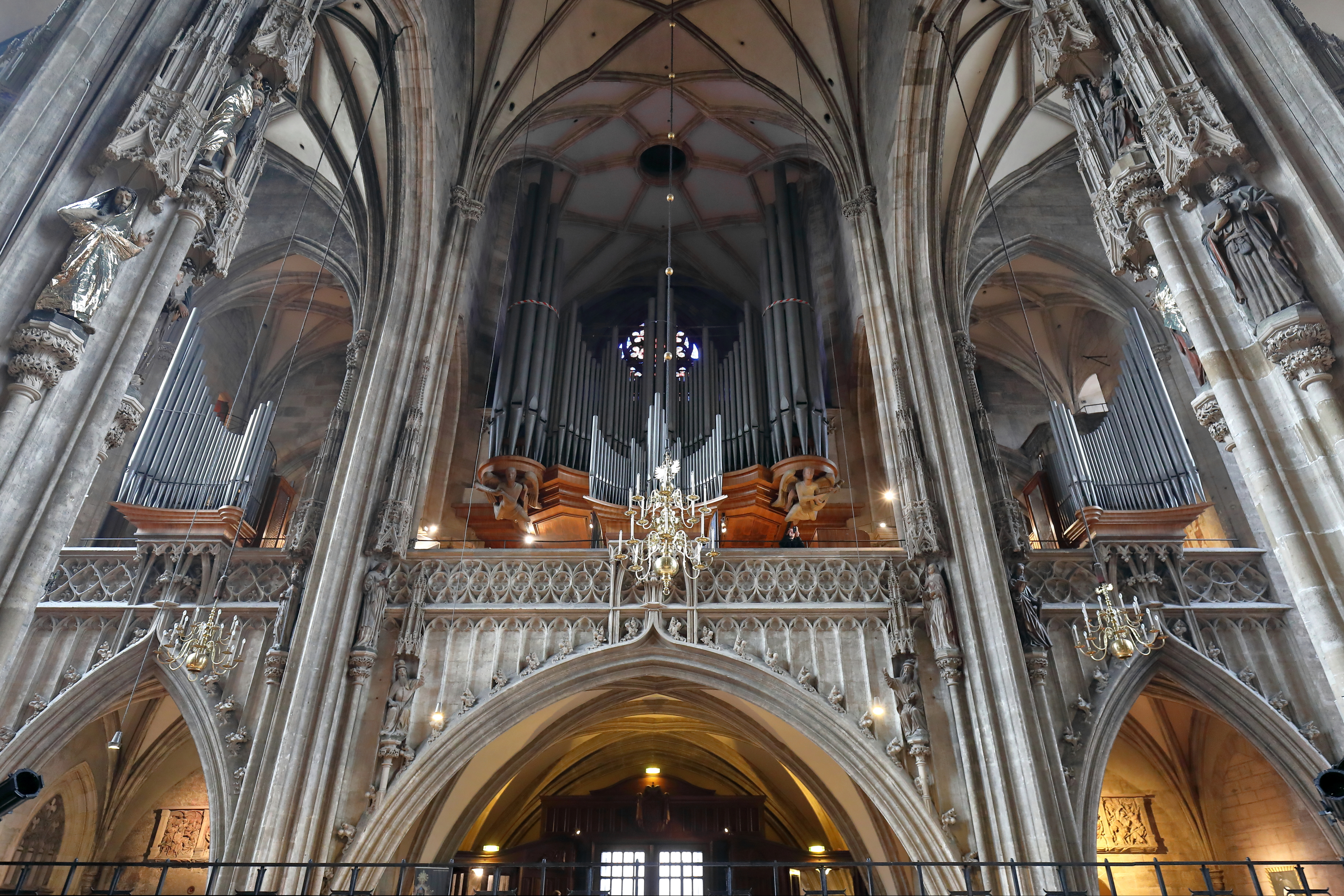
Órgano de la Catedral.

Durante el siglo XIX y XX se restauró el edificio: en 1853 se terminaron de reconstruir los frontispicios de la nave central; entre 1838 y 1860 se demolió y construyó nuevamente la aguja de la torre sur, y entre 1859 y 1887 se colocaron vidrieras neogóticas (que serían destruidas en 1945 durante la Segunda Guerra Mundial). En 1900 los restos de las reliquias medievales fueron trasladados de la sala capitular a la capilla de San Valentín, situada en la parte oeste.
Al inicio de la Segunda Guerra Mundial se protegieron las obras de arte más importantes: el Portal Gigante, el Púlpito y el Mausoleo de Federico III. Gracias a ello lograron salvarse del incendio sucedido entre el 11 y el 12 de abril de 1945, provocado por las chispas generadas por las casas que ardían en los alrededores. Como consecuencia del incendio se quemaron el tejado gótico, la sillería gótica de los Consejeros, el monumento a la liberación turca, las vidrieras, la gran cruz de Wimpassing, la cruz del jube (de la que se conservan la cabeza y los brazos), los oratorios imperiales, el órgano del coro, el Gran Coro, y casi la totalidad de las campanas, incluyendo la "Pummerin".
Tras obtener fondos aportados por los vieneses, los Estados federados de Austria y varios donantes extranjeros, el edificio se reconstruyó nuevamente con el cardenal Theodor Innitzer, estando Karl Holey como maestro de obras de la catedral. El 19 de noviembre de 1948 se volvió a utilizar el templo celebrando una misa. El 26 de abril de 1952 el cardenal Innitzer la reinauguró solemnemente. Ese mismo día se puso en funcionamiento la nueva campana "Pummerin", realizada sobre el modelo de la antigua, destruida.
El altar mayor fue remodelado en 1989 para cumplir con las especificaciones dispuestas por el Concilio Vaticano II. Además se instaló un nuevo altar, y en 1991 arribó un nuevo órgano conmemorando el 650 aniversario de la consagración del Coro Albertino, que fue colocado en el Coro de los Apóstoles. En 1997 se inauguró el Portal Gigante con motivo de los 850 años de la consagración de la iglesia románica. Dicho Portal fue restaurado previamente; una tarea que demandó varios trabajos.
En 1953 se creó la cripta episcopal para enterrar a los obispos de Viena. En 1956 se modernizaron la cripta ducal y se construyeron una capilla, un lapidario y una cripta para canónigos. En 1960 un nuevo órgano fue santificado por el cardenal Frings, y en 1972 se instaló la vidriera oeste procedente de Tirol.

### Las figuras exteriores

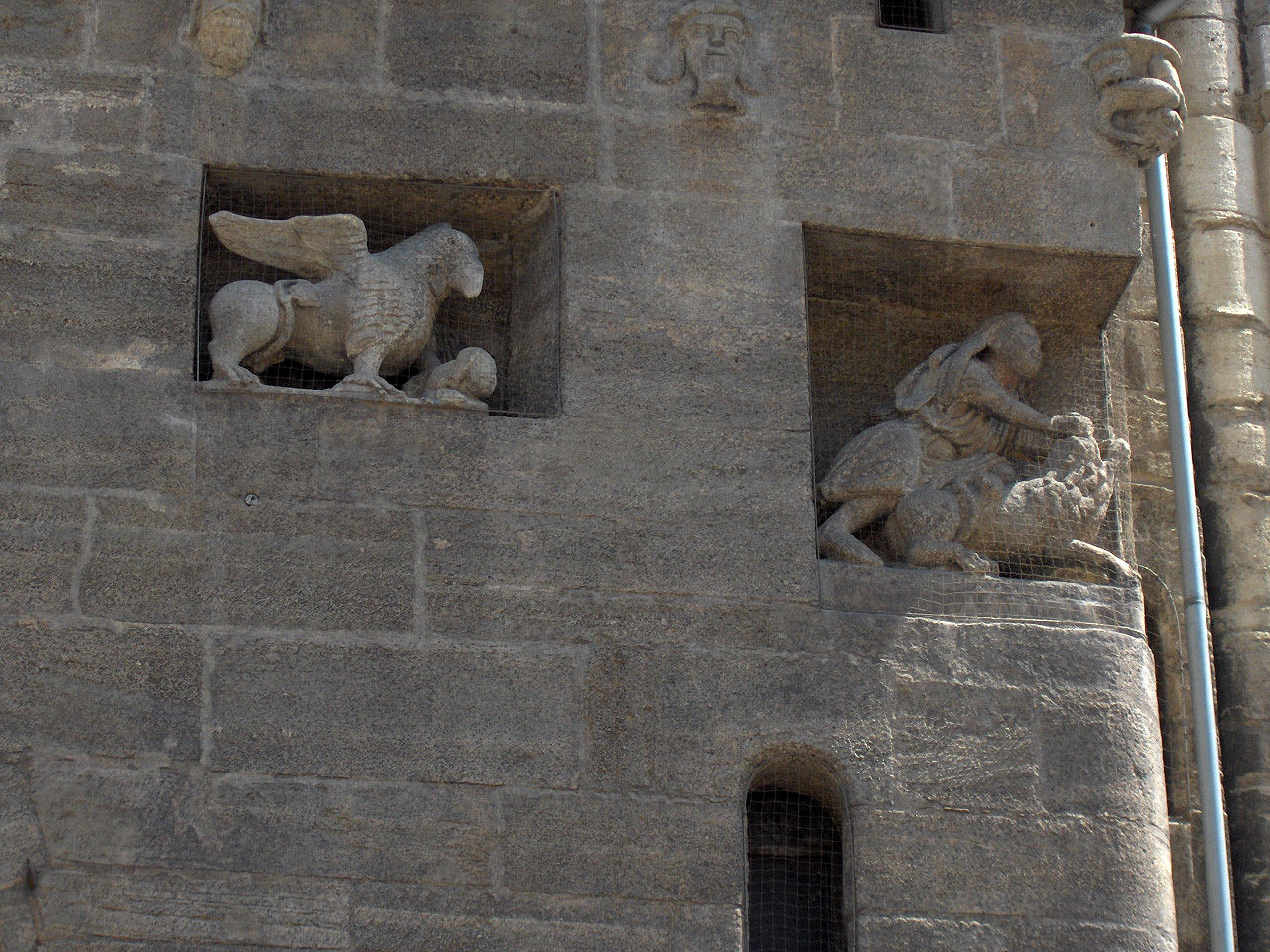
Figuras en una pared exterior de la catedral.

En el exterior se encuentra una vasta cantidad de figuras, muchas de ellas réplicas del siglo pasado. Los originales se exponen en Museo de Historia de la Ciudad. Las estatuas representan santos y antepasados de Rodolfo IV: entre ellas se destaca la figura de San Esteban (datada alrededor de 1460). Es un original ubicado en la torre sur, sobre la primera planta, en el denominado Banquillo de Starhemberg, desde donde el conde Rüdiger von Starhemberg vigilaba los movimientos de las tropas turcas.
San Juan de Capistrano predicó desde el Púlpito de Capistrano (en el siglo XV) por petición de Federico III. No se sabe a ciencia cierta si el púlpito se encontraba en el exterior, en el cementerio de entonces, o si es el púlpito anterior al actual. Los franciscanos colocaron sobre el mismo una figura barroca del santo de su orden, fallecido en una batalla contra los turcos en 1456.

## Simbología
Las gárgolas colocadas en el exterior del templo cumplían la función de espantar a los malos espíritus: con el mismo fin se utilizó material proveniente de Roma en la construcción del templo, pues se creía que las piedras paganas santificadas les quitaban el poder.
En el arco interior derecho del Portal Gigante se encuentra una lápida funeraria romana escasamente legible. En 1996 se identificó la figura de una mujer escondida, la Mirona, que procedía de otra lápida romana. En el Portal del Obispo, en una hornacina enrejada se hallaban los llamados Tártaros; unas divinidades paganas: una leyenda que todavía se puede apreciar advierte sobre la veneración de estos ídolos, e invita a respetar la fe cristiana. Bajo los relojes de las Torres Paganas se encuentran las representaciones de un falo a la izquierda y una vulva a la derecha: representan un santuario pagano dedicado a una divinidad de la fertilidad. Recientes excavaciones realizadas en el Portal Gigante permitieron descubrir una gran cantidad de sepulturas.
También hay una simbología numérica: los ventanales de las naves laterales, lugar destinado a los fieles, se componen de cuatro partes; los correspondientes al coro, donde se produce el misterio eucarístico, se componen de tres partes. El remate de la torre con doce pináculos hace referencia a los doce Apóstoles reunidos en torno a Cristo. La baranda del púlpito está compuesta de tres y cuatro lóbulos que forman una rueda.
La catedral guarda también algunas relaciones aritméticas: mide 111 pies (35,52 m) de anchura, y su longitud es tres veces 111 pies. La altura de la torre sur es 444 pies, cuatro veces 111 (136,08 m), y hay 343 peldaños (73) hasta la cámara de la torre sur.
Actualmente las medidas han variado ligeramente: el templo mide 107,2 m de longitud exterior, y la anchura total de los tres coros es de 34,2 m. La nave central tiene de 28 m de anchura, y las naves laterales 22,4 m.

## Exterior

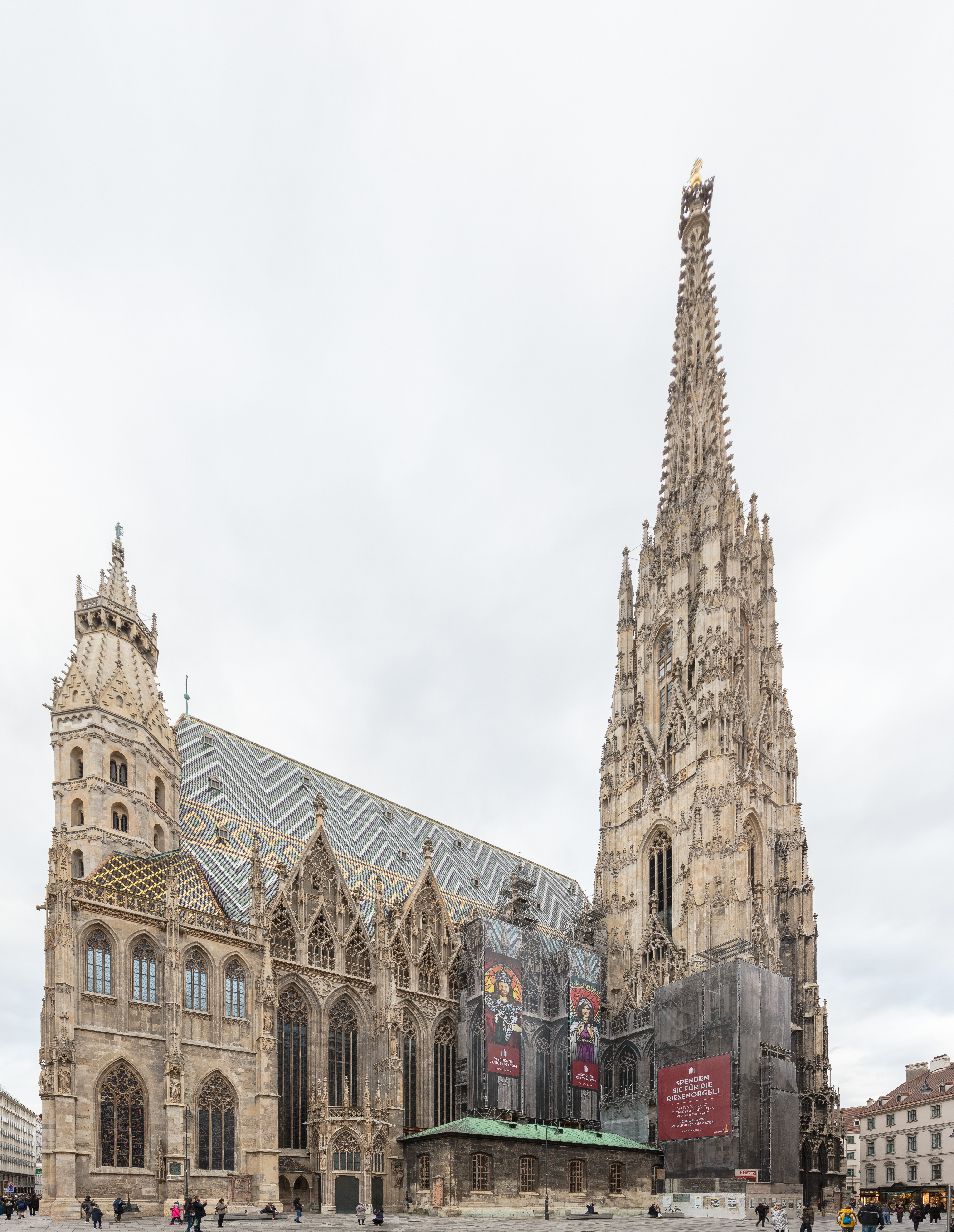
Vista exterior de la catedral.

### El tejado
Tiene la función de unir las diferentes partes de la catedral: fachada oeste, capillas de doble planta, naves y coro, y simultáneamente conecta la iglesia con la torre sur. Sus dimensiones son de 37,85 m sobre la nave central y 25,30 m sobre el coro, con una longitud de 110 m. Su anchura es de 35 m, y tiene una pendiente de 64.º que en los puntos más extremos llega a ochenta grados. El rápido desagüe del agua de lluvia produce su autolavado.
Para su reconstrucción se emplearon 605 toneladas de acero provenientes de Pastorna (Chequia), sustituyendo los tres mil troncos de la cubierta gótica destruida en el incendio de 1945. Estos 3.000 troncos equivaldrían a un bosque de 1,5 km². El tejado actual se compone de 230 000 tejas esmaltadas de varios colores, con un peso unitario de 2,5 kg. Una fila con todas las tejas de la cubierta mediría 51 km. Dos clavos de cobre incrustados en argamasa las sujetan a los cabrios. Las tejas se colocaron formando un dibujo de diez colores en zigzag, interrumpido por una franja de rombos. Al sur del tejado del Coro Albertino se observan el escudo del Imperio austríaco, fechado en 1831, y el monograma F I (Francisco I). Al norte figuran el escudo de Austria (Segunda República) y el escudo de Viena, fechados en 1950.

### La torre sur

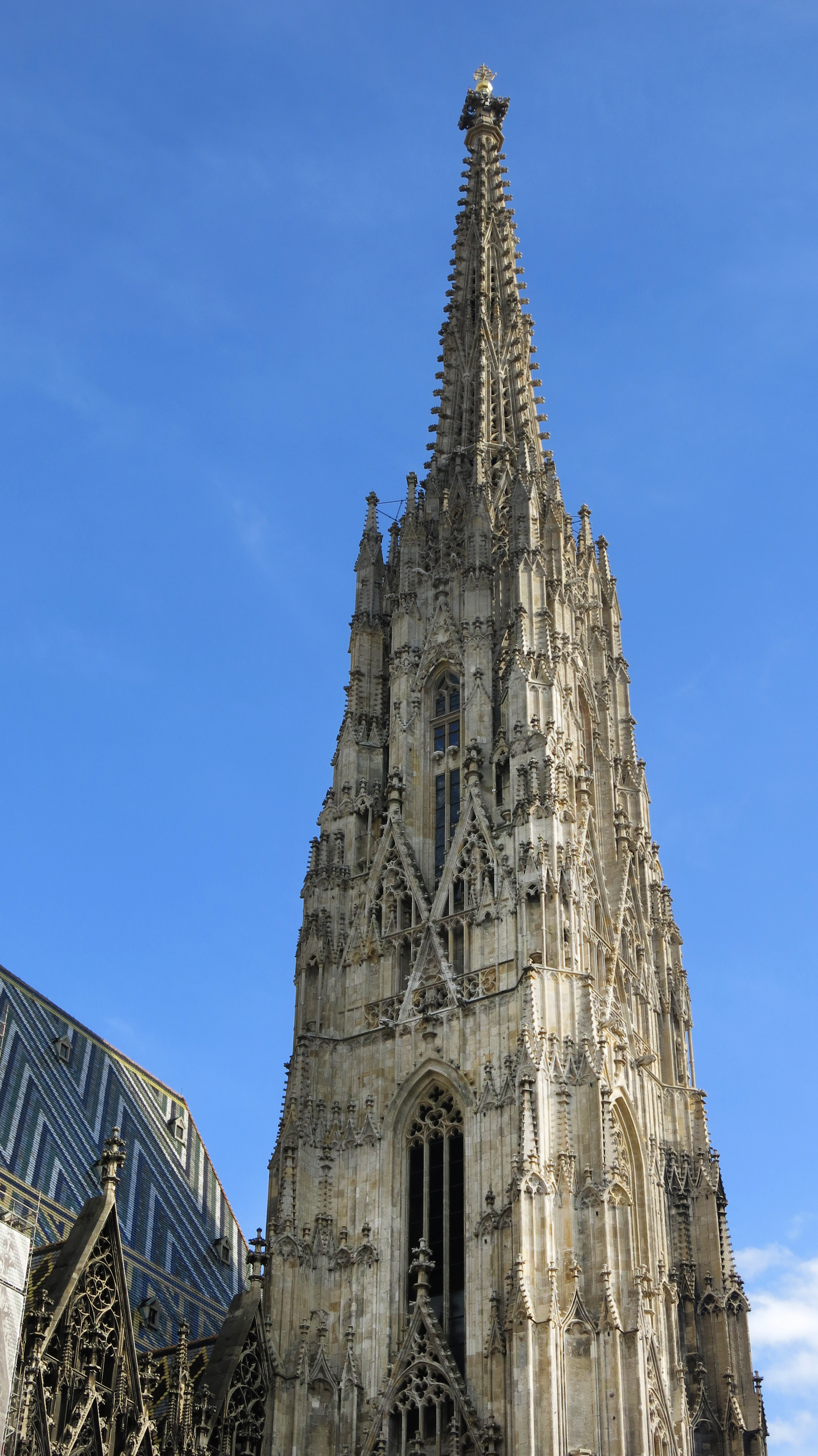
La torre sur.

En un principio se proyectaron dos torres iguales, según se comprueba en las estatuas de Rodolfo IV el Fundador en los pórticos de los Cantores y del Obispo, que poseen un modelo de la iglesia con dos torres idénticas. La construcción de la torre norte se inició con posterioridad a la finalización de la torre sur.
Los cimientos de la torre sur, a la que los habitantes llaman cariñosamente "Steffi" (Estebanillo), son de poca profundidad, midiendo solamente 3,5 metros, lo que demuestra la estabilidad del edificio.
El duque Rodolfo IV colocó la primera piedra el 7 de abril de 1359 según dice la tradición. La estancia bajo la torre y la capilla de Santa Catalina se terminaron en 1369, y la primera planta en 1404. En 1409 se tuvo que demoler parte de lo construido debido a la existencia de errores de ejecución. Este mismo año se recomenzó la construcción con un proyecto realizado por el maestro Peter von Prachatitz, solventado económicamente por la burguesía. Las primeras campanas se colocaron en 1416. En 1433 Hans Prachatitz colocó la cruz de dos brazos de la aguja de la torre.
La base de la torre forma un cuadrado que paulatinamente se convierte en octógono regular. La torre, de figura piramidal, se va estrechando paulatinamente desde el suelo hasta la punta, donde surge una cima con torres angulares que conforman doce pequeños pináculos rodeando la aguja principal. Estos pináculos representan a los doce apóstoles, dado que la torre está unida al coro de los Apóstoles.
El piso superior octogonal debió haber sido construido sobre el gablete triangular, pero una contraorden dada en 1400 agregó un piso de planta cuadrada al gablete, para alojar campanas.
La cima representa a Jesús y se divide en tres partes, representando a la Trinidad. Sobre un pequeño soporte de piedra se apoya un florón con su capitel. En él aparece un águila con una cruz de dos brazos. Corona la torre una inscripción grabada del emperador Francisco José I que reza Viribus Unitis ("unidas las fuerzas").
La torre, que alcanza los 136 m de altura, servía de atalaya para los bomberos, quienes la usaron desde el siglo XV hasta después de finalizada la Segunda Guerra Mundial. Durante la invasión turca se utilizó con fines estratégicos. En 1417 poseía un reloj, que fue desmontado entre 1860 y 1861 durante las labores de restauración, y nunca fue repuesto, permaneciendo la torre sin reloj hasta hoy.
Colocada en el contrafuerte este de la torre, en el Portal de la Campanilla, aparece una lápida en recuerdo del capitán Gerhard Klinkitch, quien en 1945 desobedeció la orden de demoler el edificio.

### La torre norte

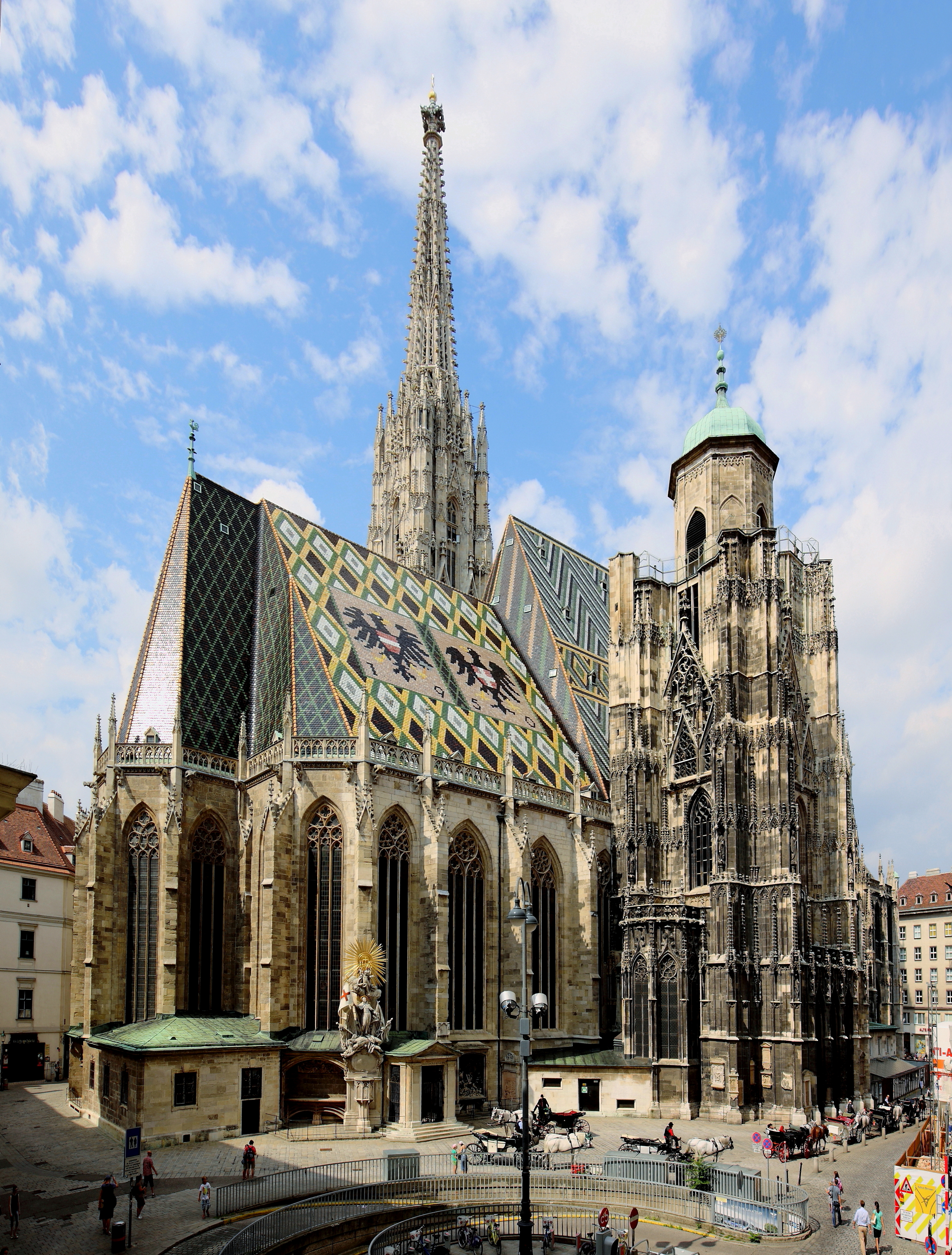
La torre norte.

La llamada Torre del Águila, por la figura que remata su corona, se empezó a construir el 13 de agosto de 1450, cuando Federico II ordenó la colocación de la primera piedra, con Hans Puchsbaum como maestro de obras.
La leyenda dice que se usó vino para apagar la cal, pues la producción de ese año resultó muy ácida debido a la prematura maduración de las uvas. Se dice que el vino hace que la cal tenga más resistencia.
El 2 de junio de 1467, diecisiete años después de la realización de los cimientos, se reanudaron las obras con la colocación de la primera piedra sobre éstos por el obispo de Passau. En los planos originales se puede observar que la torre sur fue usada como modelo. En 1511 la torre alcanzó su altura actual, 68 m, y la obra fue interrumpida. En 1578 se levantó la cúpula, de estilo renacentista, que alberga la campana Pummerín. Entre los siglos XVII y XIX se proyectó la continuación de la obra, pero nunca se llevó a cabo.

### Púlpito de san Juan de Capistrano
Junto a la entrada a la catacumba se encuentra el antiguo púlpito de la catedral, desde el cual san Juan de Capistrano predicaba y pedía una cruzada en 1456 contra los musulmanes que invadían la Europa oriental cristiana. Fue retirado de su ubicación original en 1515 cuando Niclaes Gerhaert van Leyden realizó el nuevo púlpito. En el s. XVIII se le añadió una estatua barroca del santo franciscano derrotando alegóricamente al turco bajo un rompimiento de gloria con un gran sol dorado.

### Placa en homenaje a Mozart

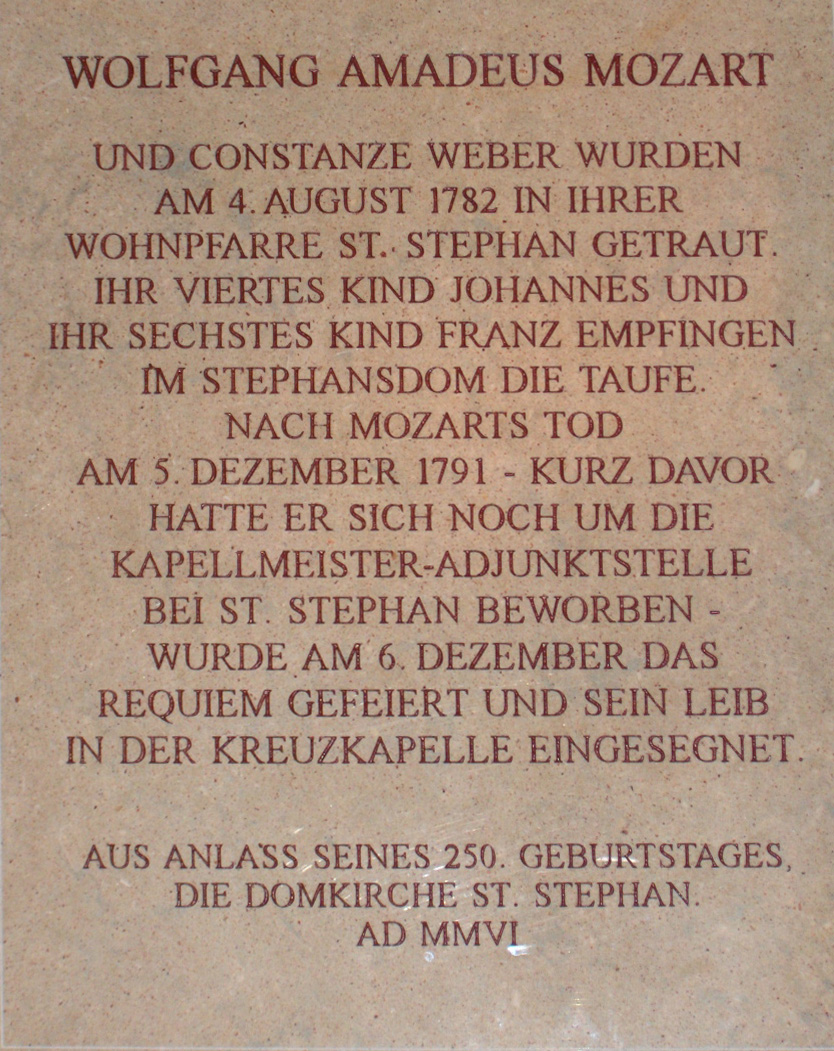
Placa en homenaje a Mozart.

Cerca del púlpito de san Juan de Capistrano, una lápida describe detalladamente la relación de Wolfgang Amadeus Mozart con la catedral, incluyendo su nombramiento como director musical adjunto poco antes de su muerte. Ésta era su iglesia parroquial cuando vivía en la "Casa de Fígaro". Aquí se casó con Constanze y dos de sus hijos fueron bautizados. Además, su funeral se celebró en la capilla de la Cruz.

## Los portales

### El Portal de los Cantores

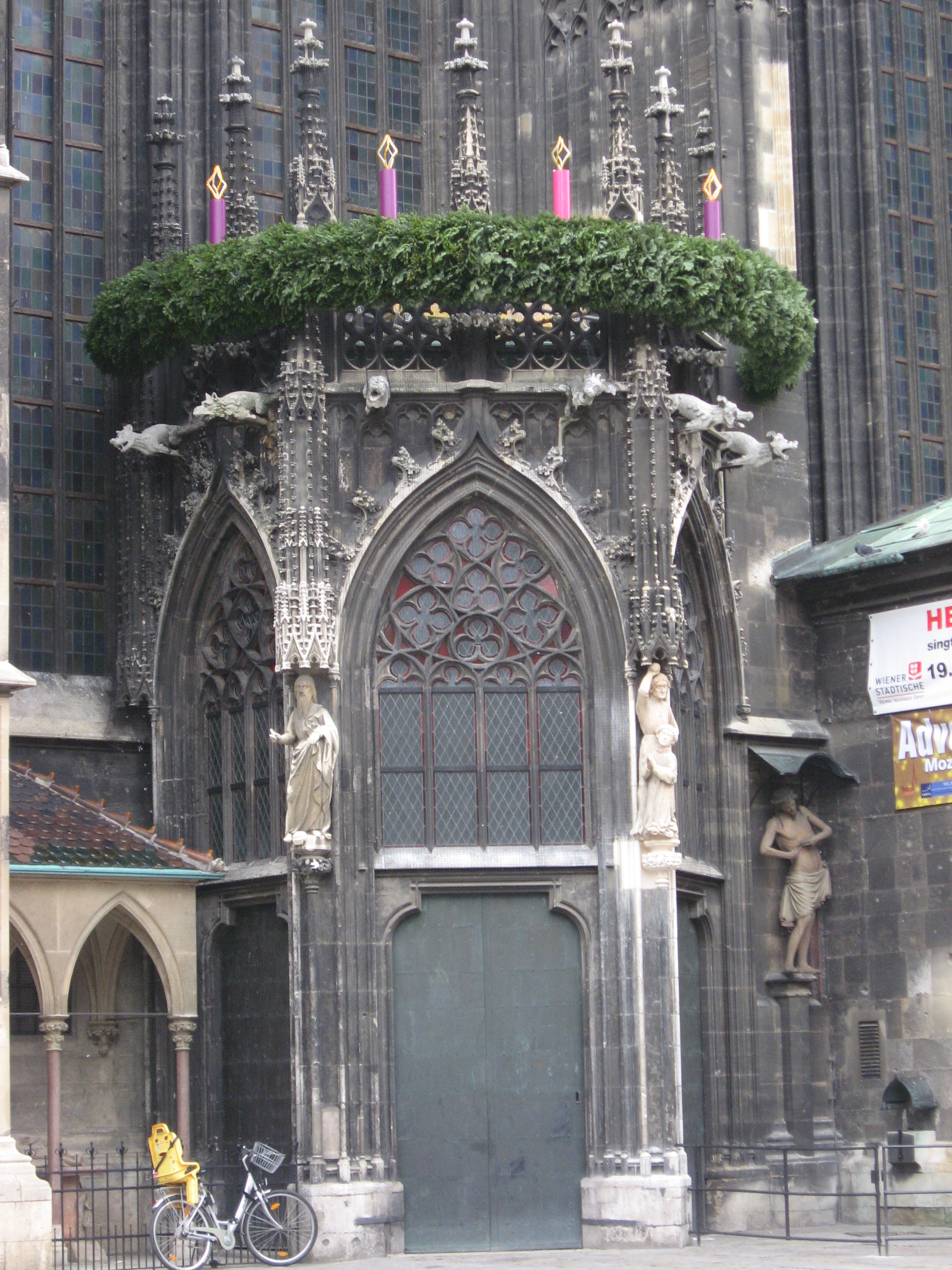
Portal de los Cantores.

Es una obra de arte gótica creada hacia el año 1360 y ubicada en la entrada lateral sudoeste; antiguamente la entrada de los cantores. En el período románico había una entrada en el mismo lugar. A principios de 1400 el lugar fue protegido por un pórtico, lo que ha permitido la conservación del portal hasta el presente, aunque durante la restauración del siglo pasado se perdió su antigua policromía.
La parte inferior del tímpano presenta escenas de la vida del apóstol San Pablo (constituye la entrada al portal de los Apóstoles). Las escenas muestran cómo sus verdugos, para lapidar a san Esteban, dejaron sus mantos a un lado, a los pies de un joven llamado Saulo (el futuro san Pablo).
A la izquierda se representa la cabalgata de Saulo hacia Damasco; en el centro, la caída del caballo, y por último su conversión. La parte superior del tímpano representa el bautismo y martirio del "Apóstol de los Pueblos". Diversos artistas esculpieron a los apóstoles en la jamba.
Destacan asimismo las figuras del fundador Rodolfo IV y su esposa Catalina, frente a frente, a la entrada de la iglesia. Rodolfo con una figura de San Esteban en la mano derecha y Catalina con un cetro. Asimismo, hay figuras de San Pablo, de Cristo con el globo terráqueo, y también figuras neogóticas de los santos Rodolfo, Francisco e Isabel de Turingia.

### Los portales de las torres
En comparación con las entradas de los príncipes, el Portal de la Campanilla —de la torre sur— y el Portal del Águila —de la torre norte— son bastante simples. En el portal de la Campanilla las únicas figuras que se observan son las cuatro de los Evangelistas (en la entrada de la nave de los Apóstoles), y un ángel situado en la bóveda del pórtico. No hay ninguna otra figura original, aunque la colocación de los baldaquinos hace creer que existía un plan iconográfico. En el exterior se hallan figuras del siglo XIX de estilo neogótico: algunas de ellas son réplicas cuyos originales se encuentran en el Museo de Historia de la ciudad.
Una estatua de María con el Niño Jesús que data del año 1420 se encuentra en el pilar central interior. Las paredes del pórtico del Portal del Águila poseen solamente una estatua coronada de la Virgen del siglo XVII, situada en la entrada a la nave de María.

### El Portal del Obispo
Antiguamente el obispo entraba a la iglesia por este portal. Es parecido al Portal de los Cantores (ubicado a la misma altura) y en la parte inferior del tímpano se encuentra la escena del tránsito de María. Sobre un lecho se sitúa la Virgen, por delante unos candelabros, y unas plañideras a sus pies y cabecera. Detrás se encuentra Jesús con la mano derecha levantada, sosteniendo en la izquierda el alma coronada de su Madre. Unos tristes apóstoles acompañan la escena con varios actos litúrgicos: San Pedro está leyendo unas oraciones, un apóstol sostiene en sus manos el agua bendita, y otro el incensario.
En la parte superior del tímpano se puede observar la escena de la Coronación de María: Cristo está sentado en el mismo trono que su Madre, sosteniendo la corona sobre su cabeza. El trono está cubierto por un cortinaje sostenido por ángeles y arpías. La escena está acompañada por unos ángeles músicos.

### El Portal Gigante

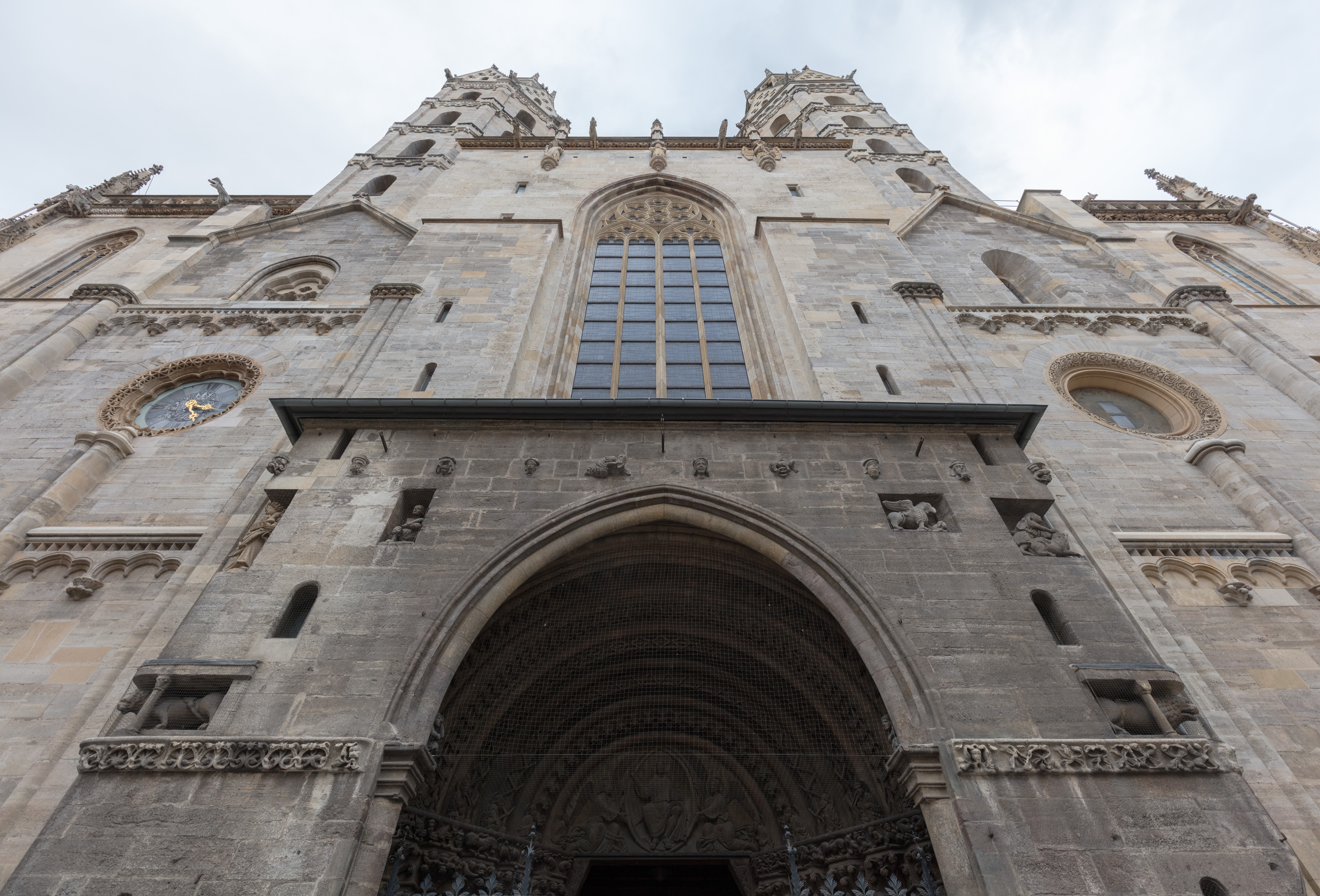
El Portal Gigante visto desde la entrada.

Fue construido entre 1230 y 1250, y transformado más tarde en portal cónico con motivo de una visita del emperador Federico II. Solo hay referencias de este portal por las excavaciones. Su nombre proviene de una tradición local, atribuida a unos huesos de mamut allí ubicados, aunque también se cree que podría provenir de una antigua palabra alemana. Incluso el nombre de las Torres Paganas podría deberse a su forma de minarete, si bien la palabra "pagano" pudiera hacer referencia a algo muy antiguo.
Tras el incendio del año 1258 pudieron haberse destruido los ornamentos de los pilares, y como consecuencia de ello el portal sufrió varias modificaciones: algunos relieves de las columnas fueron cambiados de sitio, se colocaron las dos figuras del intradós en la base en forma de arco en ojiva, y se modificó la figura de Cristo en el tímpano.
El Pantocrátor, señor del mundo que toma asiento en un trono sobre el arco iris, es representado en el tímpano con la mano derecha levantada para bendecir, y sosteniendo con la izquierda el Libro de la Vida. La cabeza se rodea con una aureola con la cruz.
En la mandorla se agregaron posteriormente cuatro estrellas, y el resto de la superficie tiene hojas de plantas. En los pilares laterales de la puerta se pueden ver sarmientos y uvas que representan la eucaristía.
Si se ingresa al edificio por este pórtico se puede ver enseguida el retablo del altar mayor, que presenta la lapidación de San Esteban, el cielo abierto, y a Cristo ubicado a la derecha del Padre. El portal se sostiene mediante siete pilares en cada lado, con cabezas de animales colocadas en el nivel superior correspondiéndose con los diferentes niveles del portal. El espacio alberga plantas y capullos, distinguiéndose caras y figuras de animales. Hay una mona agachada en la zona superior de los capiteles, y el demonio está intentando ahorcar con una soga a una persona. Además aparecen dos águilas del Juicio: una que representa la Gloria eterna, y la otra la Perdición. Detrás de las águilas hay figuras de leones, sirenas aladas y dos dragones entrelazados.
En la jamba de la derecha hay dos perros que fueron colocados posteriormente: los perros tienen una cabeza común y están atados con pámpanos (brote verde y delgado de la vid). También se observa a un zorro arrastrando de los pelos a un hombre, y representaciones de animales varios. Esta jamba representa el mundo de los hombres dominado por el demonio, mientras que la jamba izquierda representa al infierno. Sobre las jambas se representa el mundo celestial correspondiente a los Santos. Sobre los pilares se encuentra una escena con los apóstoles mirando hacia arriba: los que ocupan posiciones centrales concentran más su mirada en Jesús y tienen en sus manos libros y escrituras; a la izquierda se puede observar a San Pedro, y a la derecha a San Pablo.
La construcción gótica necesitó modificaciones, realizadas en el mismo período que el ventanal gótico de 1440. Las figuras que se encuentran en el intradós interno representan a un leñador y a la derecha a un hombre que podría ser un picapedrero y maestro de obras. El ropaje de Cristo se representa escopleado, representando seguramente una antigua ceremonia de ingreso al obrador.
El pórtico sufrió una modificación durante la construcción del ventanal oeste en el siglo XV: en la parte superior muestra a un grifo atacando a un animal y a Sansón abriéndole la boca al león. A la izquierda se presenta a un juez sentado en un trono. El juez y los leones son señal de administración de justicia, por lo que se cree que en este portal se administraba justicia. En 1997 se colocó una copia de una figura de San Esteban.
La reinauguración de este portal se realizó el 23 de marzo de 1997, en una ceremonia presidida por el arzobispo Christoph Schönborn. La restauración permitió descubrir restos de una pintura medieval del portal, y las excavaciones arqueológicas desenterraron restos humanos y de construcciones anteriores desconocidas. Como anteriormente las sepulturas solo se hallaban en los alrededores de las iglesias, las que se encontraron bajo el portal más antiguo indican la existencia de otra iglesia más antigua construida un poco más al este. Una vez finalizada la Segunda Guerra Mundial fue añadida una fila a cada lado de la línea de sillas.

## El interior de la catedral

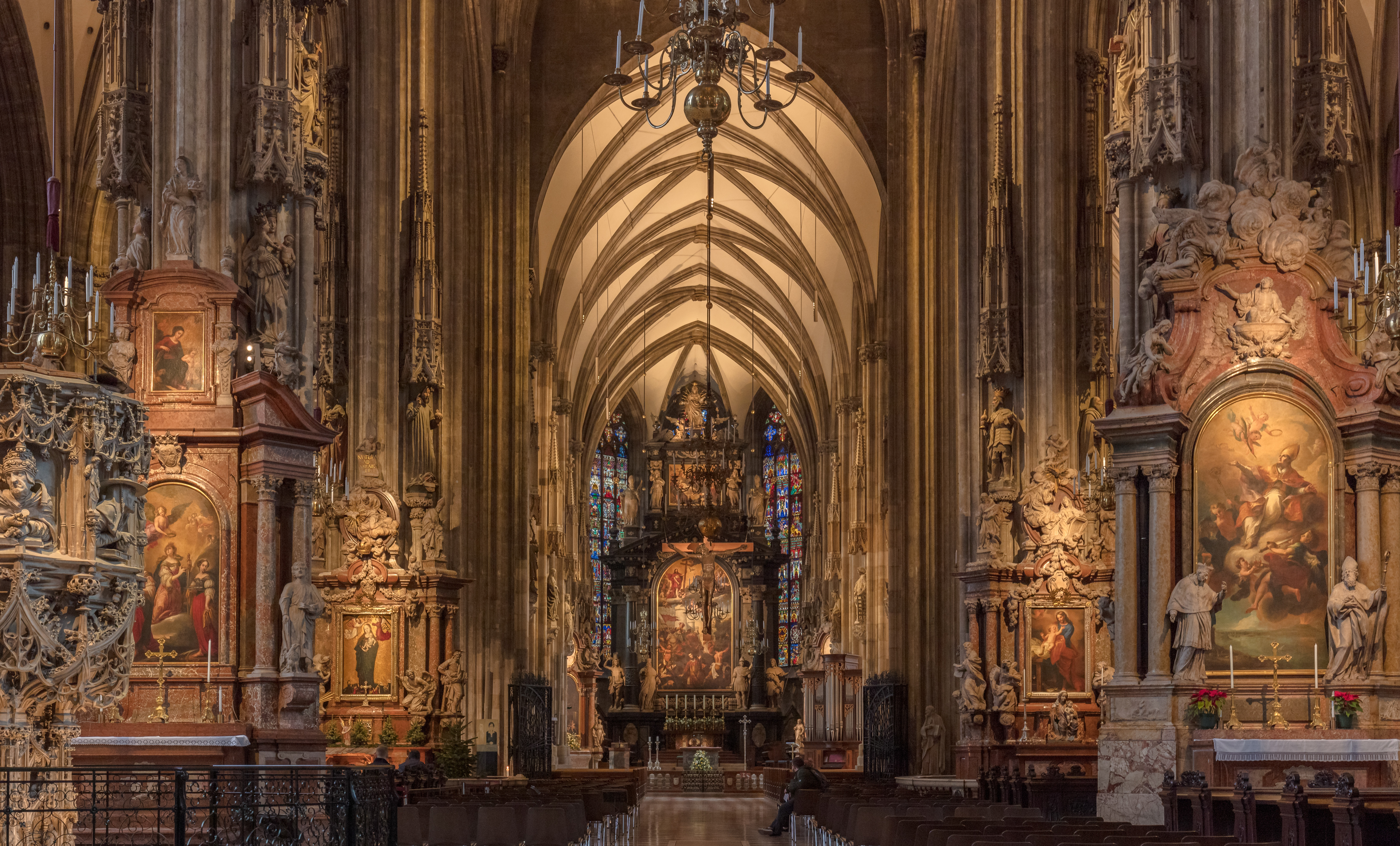
Nave central

El interior se presenta como iglesia parroquial de tres naves construida hacia el coro. Cada nave tiene un tema iconográfico concreto, mostrando los santos en los pilares. La central está dedicada a Jesús, San Esteban y Todos los Santos, la lateral sur a los Apóstoles, y la norte a la Virgen María. El coro central norte tiene una ligera inclinación hacia el norte: este hecho puede deberse a la orientación de la iglesia al este o pudiera representar simbólicamente la cabeza inclinada del crucificado.

### La nave central

#### El altar mayor

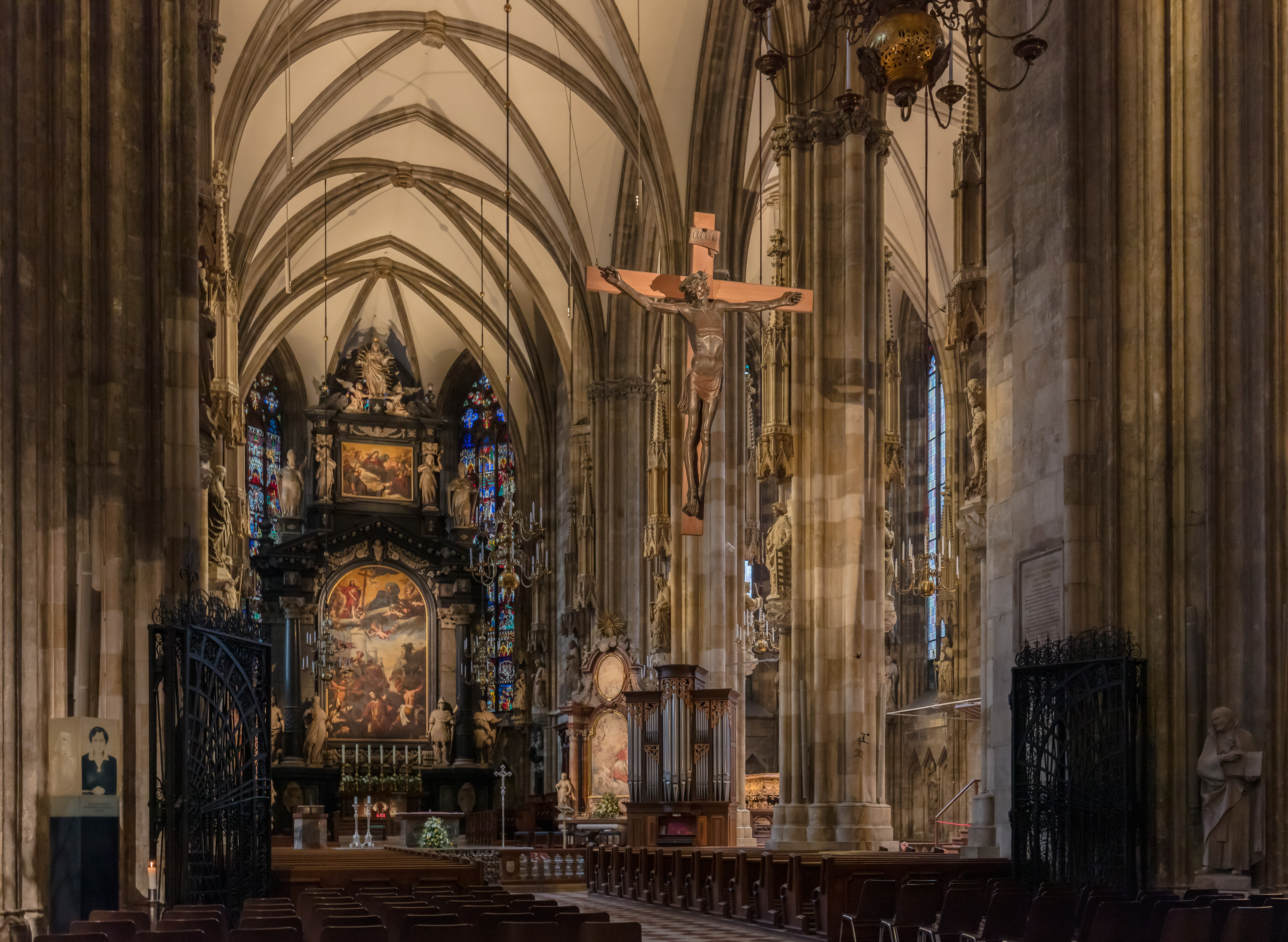
Vista general del altar mayor.

El altar mayor fue un encargo del príncipe obispo Philipp Friedrich, conde Breuner, construido por los hermanos Johann Jakob y Tobias Pock de Constanza. Fue consagrado el 19 de mayo de 1647. Por su diseño original pertenece al tipo Porta Coeli (Puerta del Cielo) simulando en su construcción un portal. En el retablo se presenta una obra de Tobias Pock que representa el cielo abierto. Muestra la lapidación de San Esteban delante de las paredes de Jerusalén y arriba el cielo abierto donde se puede ver a Cristo sentado a la derecha del Padre. Este altar es el primero y el más importante del estilo barroco de Viena.
Fue modificado en 1989, retirándose el tabernáculo. Se descubrieron siete candelabros dorados barrocos que representan los siete primeros diáconos de la iglesia. El pedestal, las columnas aisladas, la viguería y el frontón son de mármol negro polaco, y sobresalen los escudos del pedestal en mármol gris de Estiria. Los decorados restantes son de mármol blanco tirolés.
El retablo mide quince metros de altura y se pintó sobre placas de estaño pues se creía que la tela no iba a soportar el peso de la pintura. A la izquierda están San Sebastián y el señor de Austria: el margrave Leopoldo III. A la derecha se encuentran San Florián y San Roque: los santos abogados contra la peste. En la parte superior se representan dos obispos que aún no han sido identificados, pero podrían ser San Quirino y San Severiano o San Bonifacio y San Ruperto. Una imagen rectangular representa a María, Reina de los Apóstoles y de los Santos. El altar se encuentra coronado por un busto de la Inmaculada. La columna de la Virgen fue bendecida delante de la iglesia "Am Hof" el día anterior a la consagración. En esa ceremonia fue cuando el Emperador Fernando III dio su palabra de nombrar patrona del Archiducado de Austria a la Inmaculada Concepción.
La barroca sillería del coro es sede del cabildo catedralicio. Fue construida por Mathias Häckl por orden del obispo Breuner, y proyectada por Johann Jakob Pock entre los años 1639 y 1648. Su parte superior está formada por columnas que enmarcan unas conchas donde se ubican bustos del papa Paulo II y del emperador Federico III, fundadores de la diócesis de Viena, así como de otros obispos. Solo se conservan tres de las vidrieras góticas originales, las ubicadas en el coro. El ventanal correspondiente a la Crucifixión —que originalmente se encontraba en el centro, como continuación iconográfica del altar mayor gótico— se trasladó al ventanal derecho en 1901, pues el altar gótico fue demolido.

### Los altares de los pilares y los laterales

#### Los altares de San Juan Nepomuceno y de San Carlos Borromeo
La imagen del santo nacional de Bohemia, San Juan Nepomuceno fue pintada por Martino Altomonte. Se destruyó en el incendio de la catedral y fue sustituida por otra de similares características de Schmidt de Krems, prestada por la Abadía de Melk. Al exigirse su devolución, se realizó una copia que actualmente decora el altar. A la izquierda se ubica San Juan Bautista y a la derecha San Juan Evangelista. La obra finalizó en 1723.
Una pintura de Michael Rothmayer decoraba el altar de San Carlos Borromeo; esta obra, de 1728, se conserva en el Museo Catedralicio, y en 1783 fue reemplazada por otra del pintor Wolfgang Köpps. El artista la realizó con escayola, representando la llegada al cielo del cardenal milanés, abogado contra la peste. A la izquierda se encuentra una figura de San Pedro y a la derecha una de Santiago el Menor. En la parte superior se representan ángeles.

#### El altar de la imagen de "María en el Sol"
El altar de Santa María está rodeado por un banco de comunión, alojando la imagen milagrosa de estilo gótico tardío "María en el Sol", realizada entre los años 1470 y 1480. Esta imagen fue colocada el 18 de octubre de 1693, y presenta a la Virgen sentada sobre la media luna con el niño Jesús en brazos. En su cabeza lleva la corona de los Habsburgo, y a sus pies una familia donante de identidad desconocida. La obra puede proceder casi con seguridad de la escuela de Martín Schongauer, aunque recuerde también a Hans Siebenbürguer, quien trabajó en Viena en el siglo XV. El altar fue proyectado por Mathias Steinl. Dos figuras de San Judas Tadeo y San Simón se hallan entre dos ángeles que recuerdan al altar anterior. En la parte superior se pueden observar las figuras de Dios con el Espíritu Santo. A ambos lados se representan a San Juan Bautista y a San Benito, a izquierda y a derecha respectivamente.

#### El altar de San José
El altar de San José es un altar de comunión, construido a comienzos de 1700 y proyectado por Steinl. Contiene un retablo de Anton Schoonjans realizado sobre metal, que representa a San José cuando era joven mostrando al niño Jesús a los fieles, y que tiene una firma de 1699. Aparecen Mateo y Marcos entre los ángeles, y en la parte superior Lucas y Juan. También alberga una escena de la anunciación colocada sobre el retablo de San José.

#### El altar de Santa Cecilia
Tiene un retablo hecho en 1701 con el relieve de un escudo como corona. Santa Catalina se representa arrodillada sobre las nubes. Santa Cecilia y Santa Lucía se encuentran a su lado, y en lo alto de ellas un ángel rodeado de angelotes sostiene la corona del martirio. También posee estatuas de San Juan Evangelista y un santo barbudo sin ningún tipo de ornamento. En la parte superior hay una imagen que representa a la Virgen María con el Niño, observando a los santos del retablo. El altar está coronado con una imagen sobre un pedestal de Santa Isabel de Turingia. El altar fue donado por Nicolás Guillermo Becker; hecho conmemorado con una inscripción en un escalón.

#### El altar de San Genaro
Hay un retablo hecho por Martino Altomonte que muestra la gloria de San Genaro sobre la ciudad de Nápoles. Unos ángeles sostienen el báculo en sus manos, la palma del martirio y los recipientes que contienen su sangre. Se conoce a Genaro por el milagro de su sangre, existen pruebas documentales de 1389 y se repite en la actualidad. A sus lados están las imágenes de San Juan Nepomuceno y San Nicolás. Arriba se representa el martirio de San Vito, patrón del altar anterior. Santa María Magdalena es la única figura femenina que se puede reconocer. Los relieves del pedestal muestran la captura de San Genaro y el amansamiento de los leones.

#### El púlpito
Se descubrió que no es obra de Anton Pilgram, como se creía, sino que es de finales del siglo XV (anterior a 1480). Está conformado por tres bloques de piedra arenisca, pudiéndose apreciar las junturas con facilidad. La tribuna de este púlpito nace de su base como una flor estilizada. Los pétalos vendrían a ser los cuatro íconos de los Padres de la Iglesia. El pilar mayor central representa el día domingo; día en el que se predicaba desde aquí. Hay doce figuras medianas que representan los doce Apóstoles. Las restantes iconografías son figuras de venerados santos y patrones de los oficios.

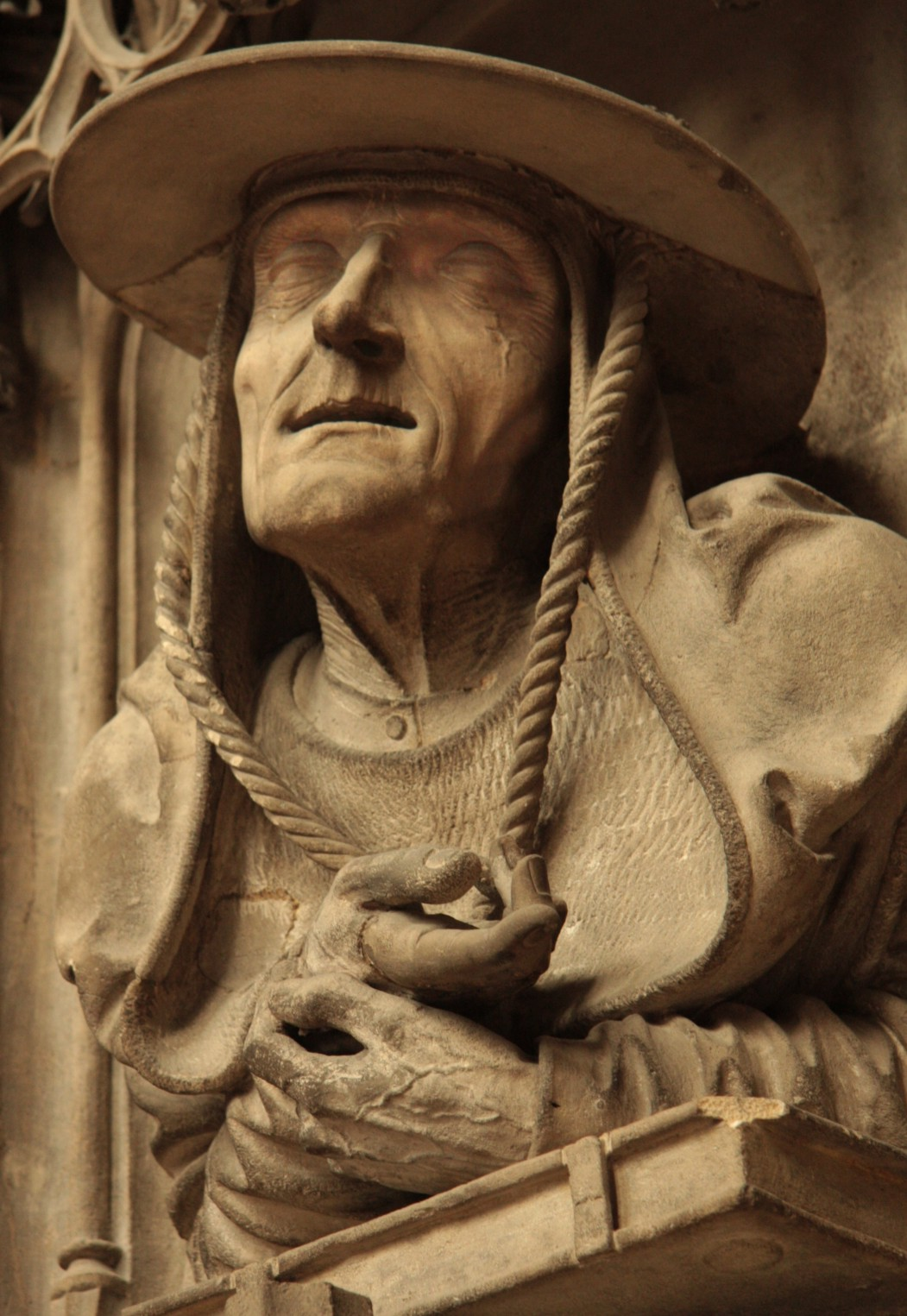
Detalle del púlpito.

Los Padres de la Iglesia, con rasgos similares, apoyados sobre sus libros y asomados en sus miradores, representan los cuatro temperamentos, y con la figura del "Mirón", las diferentes fases de la vida. Si se observa de derecha a izquierda se puede ver a:
- san Ambrosio, con la mitra y el libro que representa el tipo sanguíneo
- san Jerónimo, con el capelo cardenalicio y el libro representando al anciano colérico
- san Gregorio, portando la tiara, el libro y la lupa imitando al escéptico flemático de edad intermedia
- y san Agustín, con la mitra, el libro y el tintero, es el joven melancólico sumido en sus pensamientos.[27]

La simbología numérica del púlpito se basa en que se compone de tres bloques de piedra y se representan a los Padres de la Iglesia: tres por cuatro es igual a doce. De este modo se combina la doctrina de los Padres de la Iglesia, así como el sermón que se predica desde aquí, con los doce Apóstoles que forman la base que soporta la obra.
La baranda está conformada por rosas con motivos trilobulares y cuatrilobulares, simbolizando a la Trinidad y a lo terrenal respectivamente. Quien decide subir al púlpito a predicar debe abandonar todo lo terrenal y pecaminoso y asumir lo divino para poder difundir adecuadamente la palabra de Dios. La balaustrada está decorada con animales extraños, serpientes, anfibios y sapos. Los sapos viven en los pantanos y evitan el sol, y se usan para representar el Mal, al igual que las serpientes. El Bien es representado por los lagartos y anfibios que prefieren la luz del sol. Se logra de esta manera representar la batalla entre el Bien y el Mal, y se muestra a los lagartos y a las serpientes devorando a los sapos y anfibios. En lo alto de la baranda se ubica la figura de un perro que evita que las serpientes y lagartos alcancen al predicador.
Tres pequeñas estatuas neogóticas conforman la entrada a este recinto. Representan la fe, la esperanza y la caridad; las tres virtudes teologales. La corona del baptisterio sirvió de tornavoz al púlpito durante siglos, lo que le daba la imagen de un incensario abierto; tras la Segunda Guerra Mundial volvió a la pila bautismal en la capilla de Santa Catalina.
El Mirón se asoma por una ventana a medio abrir bajo la escalera. Los atributos de la escuadra y el compás lo identifican como constructor, pero su identidad se desconoce; seguramente pertenecería al círculo de Niclaes Gerhaert van Leyden.
Este púlpito fue restaurado en varias ocasiones entre 1652 y principios del siglo XIX. En 1870 se apuntaló el apoyo, y se llevaron a cabo restauraciones sustanciales en 1878. En 1880 el púlpito fue desmontado y retirado. Se perdió la policromía original al eliminarse la pintura gris. Después de haber sustituido algunas partes y haberse restaurado completamente otras, fue recolocado en su lugar. Una inscripción ubicada bajo el Mirón conmemora esta obra.
Este lugar fue escenario de sucesos polémicos: el 12 de enero de 1552, en tiempos de la Reforma, el predicador protestante Paulus Speratus con autorización del obispo Georg von Slatkonia realizó un sermón contra la vida monástica incitándolos a abandonar la vida religiosa. En este lugar predicó San Pedro Canisio, el primer jesuita alemán y primer predicador de la catedral. El 7 de octubre de 1938, durante la festividad de Nuestra Señora del Rosario, el cardenal Theodor Innitzer pronunció un sermón dedicado a la juventud, incitándolos a ser fieles a Cristo y a la iglesia con estas palabras: ¡Sólo uno es nuestro Führer: Jesucristo!, lo que tuvo como consecuencia el asalto de las juventudes hitlerianas al Palacio Arzobispal.

#### El altar de San Juan Bautista
Hay un retablo construido por Johann Michael Rottmayr en 1708 que representa la imposición del nombre San Juan Bautista por parte de su padre, San Zacarías. Santa Isabel se encuentra sentada en el centro del retablo teniendo en brazos al niño mostrándoselo a los fieles. A la izquierda se encuentra la Virgen María arrodillada y atrás se puede observar a San José.
Este altar fue realizado según un proyecto que se acopla artísticamente al pilar gótico y que estuvo a cargo de Steinl. Sobre el retablo hay una imagen de la Inmaculada acompañada de otras santas.
La coronación del altar la realiza una imagen de la Trinidad. A la izquierda San Francisco y a la derecha la venerada imagen de San Antonio de Padua dirigen su mirada hacia la nave en vez de hacia el altar.

#### La galería oeste y las capillas laterales dobles
Debajo de Rodolfo el Fundador se construyeron dos capillas dobles: una a la derecha y otra a la izquierda de las Torres Paganas. Allí se ubica lo que se conserva de la nave románica .
El duque Rodolfo fundó el Capítulo de Todos los Santos y ubicó su sede en las dos capillas superiores que tienen su entrada en la galería. A partir de 1446 se comenzó a abovedar la nave gótica, y para lograrlo se tuvo que construir un gran ventanal gótico.
En las galerías de las Torres hay además bóvedas de crucería del románico tardío y rosetones con ruedas de radio y trenzas. Estos elementos eran parte de los ventanales exteriores de la nave románica.
La parte norte está compuesta por un fresco románico con Cristo en la mandorla y María y San Juan Bautista a izquierda y derecha respectivamente. Debajo de la escena, en la parte izquierda se ve una imagen compuesta por una mano sobresaliendo de las nubes señalando a una mujer con un niño en brazos. Esta escena puede significar una donación medieval, o puede indicar el lugar donde se encontraba la galería ducal de los Babenberg.

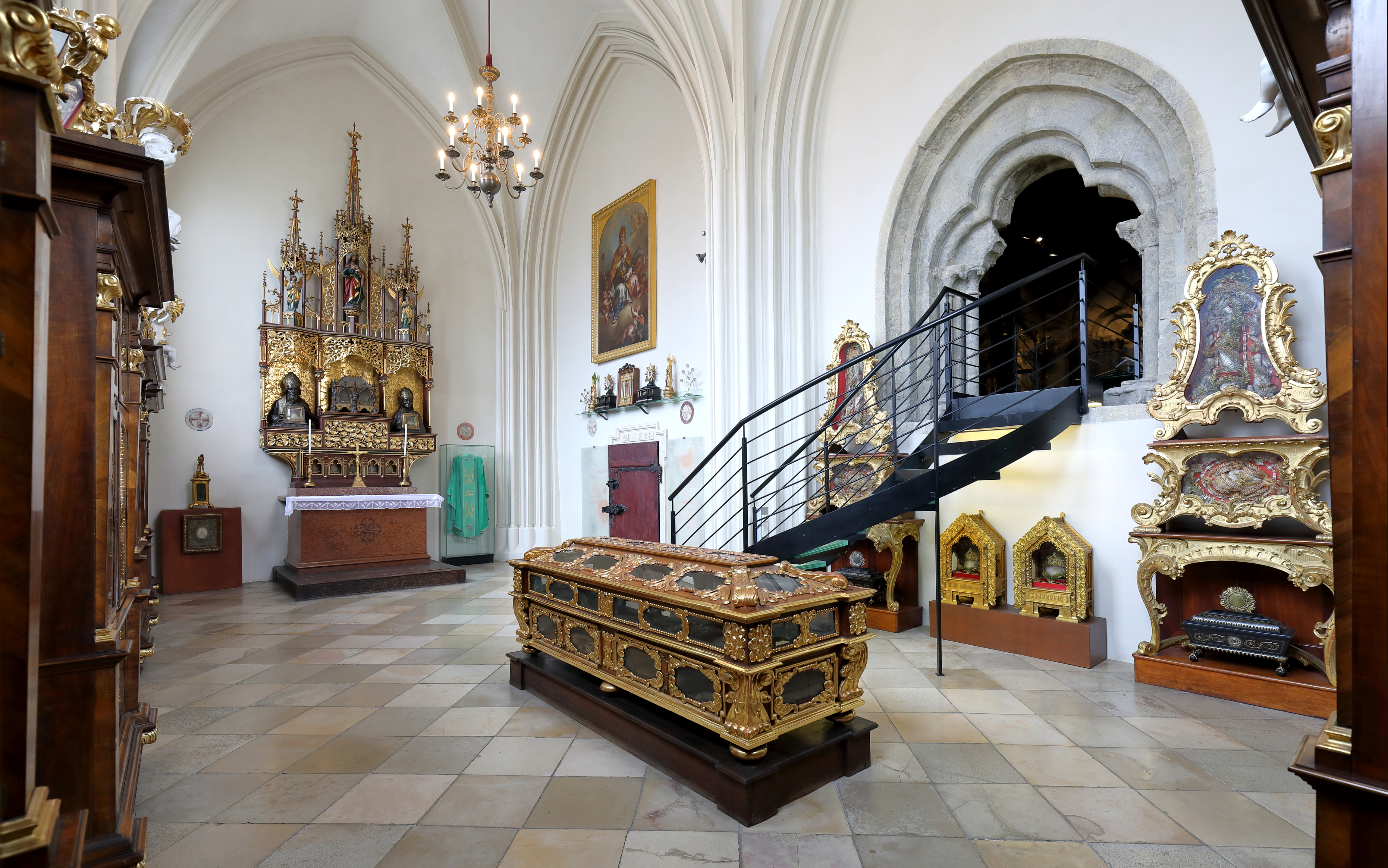
Capilla de San Valentín

En 1440 se terminó de construir la capilla superior norte, imponiéndosele el nombre de Capilla de San Valentín. Desde comienzos del siglo XX se la escogió como lugar de albergue del Tesoro Cardenalicio iniciado por el duque Rodolfo, y en un altar de estilo neogótico de Ludwig Linzinger se mantienen las reliquias de varios santos, así como un relicario con las cabezas de los santos Cosme y Damián. En los armarios se guardan relicarios y custodias con reliquias varias. Los restos de San Valentín descansan en un sarcófago ubicado en el centro de la capilla. En el museo Catedralicio y Diocesano se exponen desde 1933 unas pocas reliquias medievales y un relicario con una partícula de la Santa Cruz.
La capilla superior sur está dedicada a San Bartolomé, y se suele denominar capilla real o ducal. Antiguamente albergaba en sus ventanales la "Vidriera de los Habsburgo": esta vidriera es como una especie de árbol genealógico, y se conserva en el Museo de Historia de la Ciudad. Aquí también se encuentran dos figuras: una de San Miguel con las balanzas pesando las almas, y otra con San Miguel matando el dragón.
En la capilla de la Santa Cruz —también llamada capilla de Morandus, Tirna, Liechtenstein o Saboya— está la tumba del príncipe Eugenio, colocada precisamente en el centro. Un fresco de Johann Ender de 1853 y que rodea a un crucifijo tardogótico sirve de ornamento a la pared del altar. Las figuras de San Leodegario y San Erasmo, a izquierda y derecha respectivamente, están expuestas en las alas laterales abiertas.
La capilla de San Eligio es la inferior sur, donde está expuesto el Santísimo. Está ornamentada con claves de bóveda del siglo XIV (Ecce Homo, María y el Niño). Este es el único retablo de estilo gótico que se conserva.
Se encuentra también el altar de San Valentín, donado por el obispo de Chiemse Ludwig Ebner en 1507, realizado originalmente para la capilla de San Valentín. En el centro se encuentran las figuras de San Valentín con Santa Otilia y Úrsula en los costados.
Santa Bárbara y Santa Isabel se exponen en la parte exterior de las alas, a izquierda y derecha respectivamente. Las alas fijas muestran figuras de Santa Catalina (izquierda) y San Roque (derecha). Hay sobre el altar una diminuta figura de un Ecce Homo que reproduce al original.
A la derecha de la capilla se encuentra una imagen policromada de la Virgen María anterior al año 1330 y que procede de un viejo convento. La imagen recibe el nombre de la Portera del Cielo pues ese era el nombre de la calle donde se ubicaba el convento.
En los pilares hay muchas figuras que representan a Santa Ludmila, San Blas, San Eligio, y otros varios santos desconocidos. En el altar está expuesto el Santísimo entre las 6:00 y las 22:00 h.

### La nave de Santa María

#### El altar de Wiener Neustadt

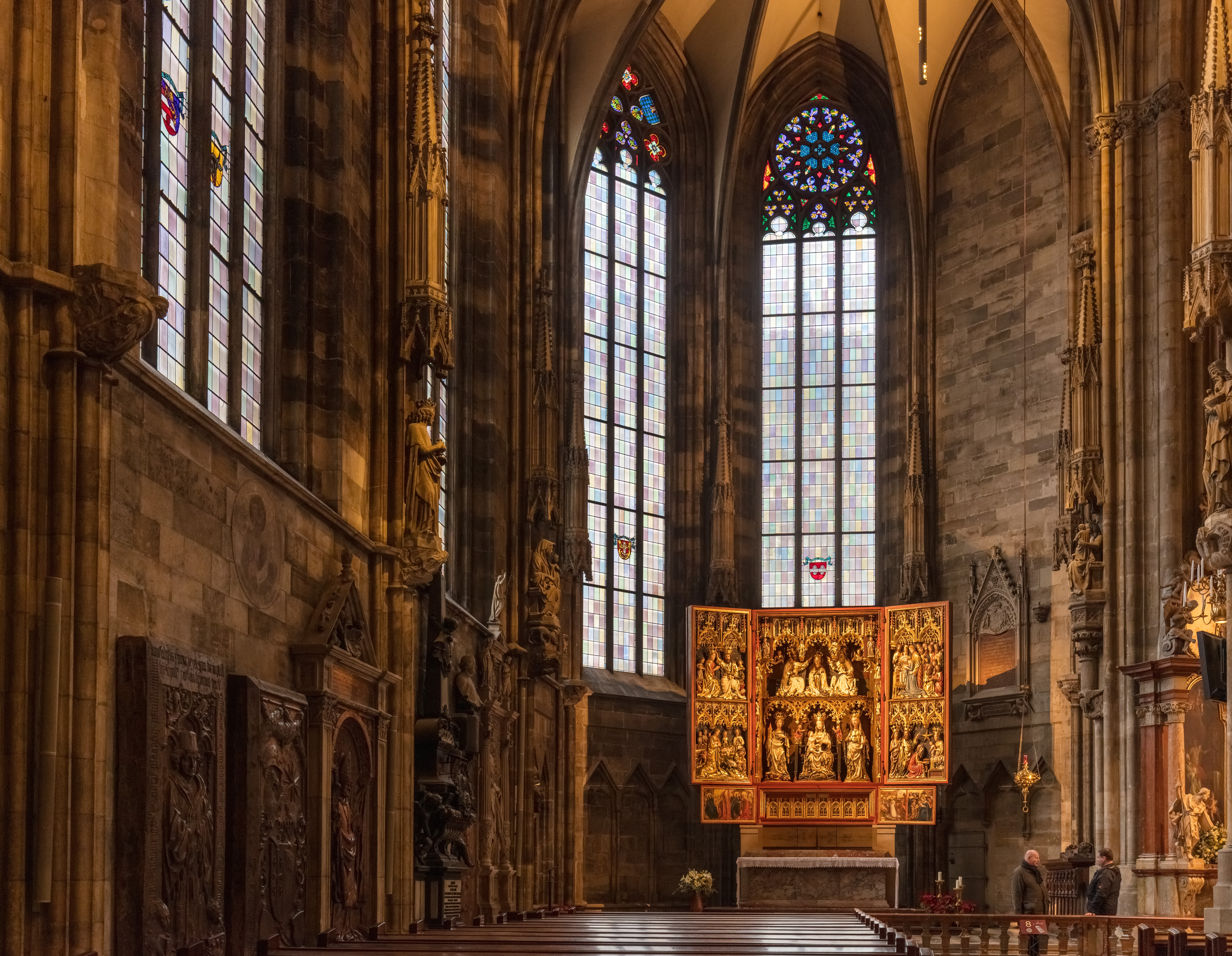
Altar de Wiener Neustadt.

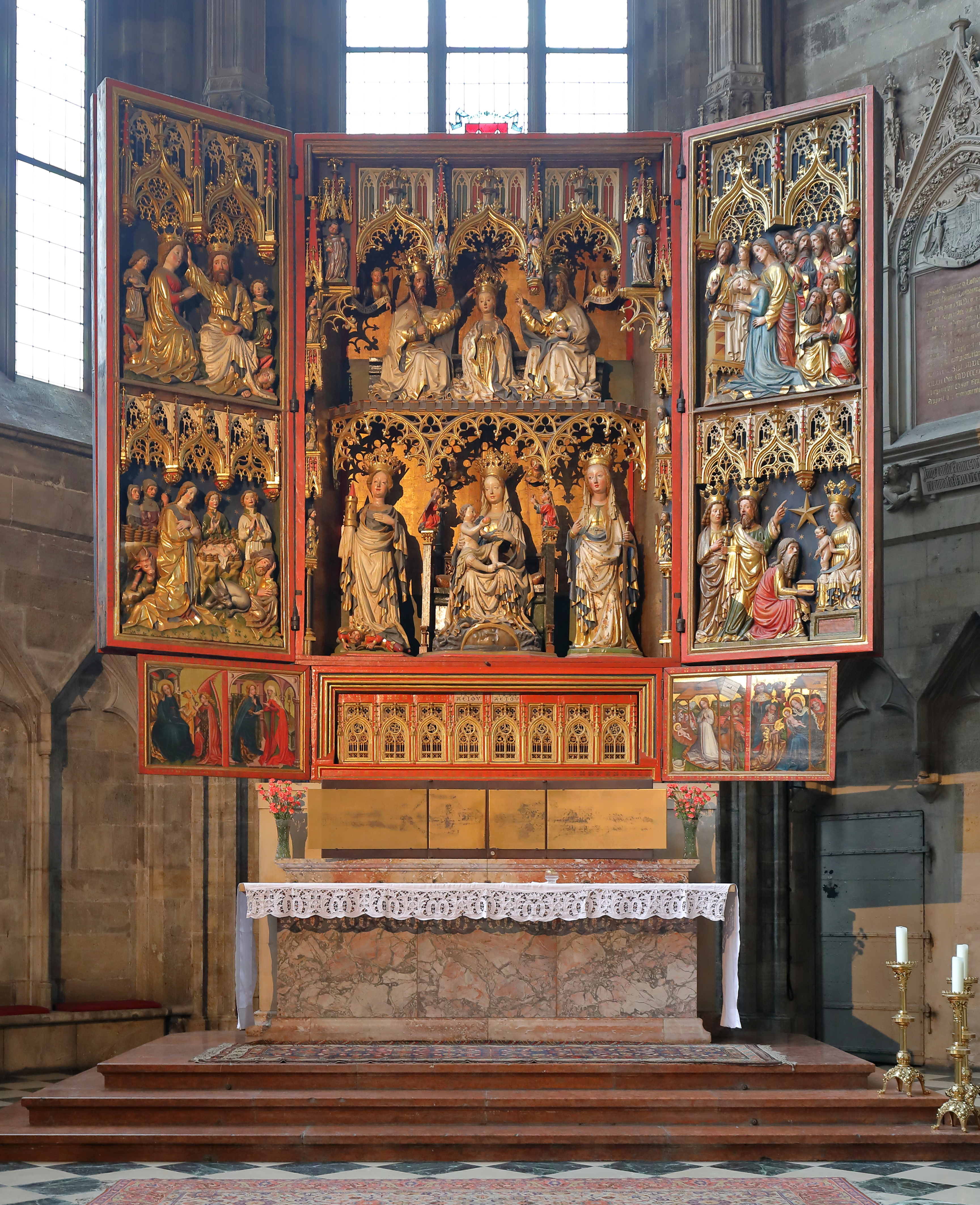
Detalle del altar.

Este altar es del año 1447, según consta en una placa ubicada en la predela. Fue construido reutilizando partes ya existentes en el monasterio de San Bernardo en Wiener Neustadt. Fue ubicado en esta catedral en 1883, emplazado al sur del coro de los Apóstoles, y posteriormente en 1952 fue trasladado al coro de Santa María.
Este lugar alberga el tabernáculo principal de la catedral. Aquí también hay una inscripción con las vocales "AEIOU" que pueden tener varios significados aunque son todos dudosos.
El altar tiene la característica de ser transformable, y posee cuatro alas. Se originó a partir de un relicario. Detrás de las alas de la predela hay pequeñas ventanas con trazas góticas donde se conservaban reliquias.
Escenas de la vida de Santa María son exhibidas en las alas abiertas: Anunciación y Visitación a la izquierda, y a la derecha Nacimiento de Jesús y Adoración de los Reyes. En las alas cerradas se muestran escenas de la pasión. Jesús en el huerto de Getsemaní y la Crucifixión a la izquierda y la Flagelación y Coronación de espinas a la derecha.
Los días laborables se pueden ver cuatro filas de santos sobre fondo oscuro, pues las alas grandes del altar están completamente cerradas, mientras que los domingos, cuando están abiertas, las figuras se pueden ver sobre fondo dorado. Hay setenta y dos figuras: algunos apóstoles, los santos Froilán y Cristóbal y otros menos populares como San Morando.
Los cistercienses tienen una regla muy estricta que prohíbe las esculturas excepto la del Crucificado y de la Virgen: por esta causa sobre el altar abierto se encuentra un ciclo mariano. En el centro está María, la nueva Eva, que toma asiento en el trono con el niño Jesús en sus brazos. A la izquierda se representa a Santa Bárbara con la torre, y a la derecha Santa Catalina con la espada. Encima se sitúa la escena de la Coronación de María.
El ala izquierda representa el Nacimiento de Jesús y la Segunda Coronación de María. La adoración de los Reyes se representa en el ala derecha: se observa que ninguno de los tres Reyes Magos es negro, y la escena representa la adoración al Salvador por las tres edades: el rey imberbe ubicado a la izquierda simboliza la juventud, el segundo la madurez y un rey de rodillas la vejez.
En la escena superior se observa el Tránsito de la Virgen rodeada de los Apóstoles. Juan sostiene a María mientras Jesús toma el alma coronada de su Madre.
Durante el Adviento y la Cuaresma se cierran las alas interiores, y durante Semana Santa todo el altar completamente.

#### El cenotafio del duque Rodolfo IV y su esposa Catalina
Se construyó a comienzos de 1460 y actualmente se encuentra muy deteriorado. Antiguamente, había figuras de sabios y monjes en los baldaquines de la galería y un recordatorio a Rodolfo, por fundar la Universidad, consistente en dos figuras de Rodolfo y Catalina adornadas con piedras preciosas.
El monumento funerario se hallaba en el coro central, antiguamente al lado de la entrada de la tumba. Cuando falleció el emperador Federico III en 1493, el cenotafio fue trasladado al muro derecho de la nave de Santa María. Finalizada la guerra fue mudado al muro izquierdo, y desde hace relativamente poco tiempo fue trasladado nuevamente a la derecha del altar.

### Los altares laterales

#### El altar de los santos Pedro y Pablo
Data del 1677, y es el único perteneciente al gremio de los canteros realizado con madera. Sobre una mesa gótica se inicia una construcción jaspeada similar a la del altar mayor. Al lado del altar de Tobías Pock, que representa la glorificación de los dos apóstoles, se encuentran las imágenes de los dos santos reyes: a la derecha el emperador Enrique, y el Margrave Leopoldo a la izquierda. El retablo de arriba representa a los santos postrados a los pies de María. A la izquierda y a la derecha los santos Sebastián y Roque.

#### El pie de órgano
Forma un conjunto con el Baldaquín de Füschel situado enfrente. Es una obra del artista Anton Pilgram impulsada por el Emperador Maximiliano. El maestro hizo un autorretrato donde se le puede ver asomado a la ventana. El maestro de obras de la catedral no estaba bien conceptuado entre sus colaboradores, lo que le daba cierta inseguridad y eso se refleja en su rostro. Tiene una escuadra que lo identifica como arquitecto, y su birrete de doctor y su toga como universitario. Hay una inscripción en el retrato con la fecha de 1513 que dice "magister".
El primer órgano de la catedral se encontraba sobre la tribuna, y enfrente se ubicaban los cantores.

#### El altar de San Francisco Javier
Es un retablo de 1690 que escenifica a San Francisco Javier predicando a un moro. Hay otros íconos que representan a los santos Nicolás y Guillermo.
La Coronación de la Virgen por parte de la Santísima Trinidad es mostrada en el retablo superior. En los laterales se encuentran las santas Bárbara y Catalina, y arriba una estatua de Santa Elena con la cruz. El altar fue donado por el barón Nicolás Guillermo Becker von Walhorn en 1690, según consta en una inscripción en su base.

#### El altar de San Francisco
Es una obra de Johann Michael Rottmayr. Escenifica la estigmatización de San Francisco de Asís. Los santos Virgilio y Casiano están a sus lados, y Santa Úrsula en la parte superior con sus compañeras. Santiago Apóstol y San Mateo Evangelista se ubican a los lados. Se supone que Mathias Steinl diseñó los planos.

#### El altar del Sagrado Corazón
Aquí se encuentra el Baldaquín de Pucheim del año 1434, llamado de esta forma porque lo donó Elisabeth von Pucheim. Fue construido por el artista Hans Puchsbaum. En el altar hay una figura del Sagrado Corazón procedente del siglo XVIII.

#### La capilla de Santa Bárbara
Está ubicada en la base de la Torre del Águila, y es un lugar de oración y meditación. Hasta 1986 todavía mostraba signos de la guerra. En 1983 se colocó una cruz tardogótica procedente de la Parroquia de Schönkirchen, y a los pies del Crucificado se colocaron unas urnas con restos cremados procedentes del campo de concentración de Auschwitz, entregados por el cardenal Franciszek Marcharski a su colega Franz König el 10 de septiembre de 1983. En el acto estuvo presente Juan Pablo II: ese día se celebró la Víspera Europea de la Jornada Católica.
Los ventanales tardogóticos fueron proyectados con vidrieras de Marc Chagall sobre el tema de la imagen de Dios en el Antiguo y Nuevo Testamento, pero el artista falleció antes de poder realizarlo.
En la pared oeste del espacio situado bajo la torre norte se encuentra el busto original de un Ecce Homo de estilo gótico llamado Cristo del dolor de muelas. Se hallaba en el muro exterior, pero fue reemplazado por una copia en 1960. El nombre proviene de una leyenda; unos borrachos pasaron por el cementerio de San Esteban y se burlaron de la imagen del Cristo. Dijeron "Dios tiene dolor de muelas" y le colocaron un pañuelo alrededor de la cara. Por la noche sufrieron un intenso dolor de muelas que no se aplacó hasta que no se disculparon ante la imagen.

### La nave de los Apóstoles

#### La tumba del emperador Federico III
La construcción fue encargada a Niclaes Gerhaert van Leydeen por el emperador Federico. Se construyó con mármol procedente de la cantera de Adnet, cercana a Hallein (Salzburgo). En 1473 falleció Niclaes en Wiener Neustadt, lugar a donde se trasladó por seguridad la losa en 1479 para protegerla del asedio de Matías Corvino. Regresó a Viena en 1493, antes de la muerte del Emperador. Los relieves fueron realizados por Marx Valmet, y la balaustrada con sus cincuenta y cuatro figuras por Michael Tichter de Salzburgo.
La tumba se construyó en tres relieves: sobre una base llena de animales nace una balaustrada que rodea el sarcófago. En la base de este se encuentran las figuras de los doce Apóstoles, y en la parte delantera, que da al oeste, la figura central de Cristo en su papel de Juez del Universo. Se llega a la balaustrada por medio de unos escalones y desde allí se puede observar el sarcófago. Al lado de la escalera se encuentra la figura del Cristo Resucitado junto a dos ángeles con los instrumentos de la pasión.
Las fundaciones religiosas del Emperador están representadas por dos escenas en los relieves de las paredes. Las escenas representadas simbolizan las fundaciones religiosas realizadas por el emperador: en el lado oeste el convento franciscano de San Leonardo en 1463; al sur y a la izquierda la fundación del monasterio cisterciense de San Bernardo de Wiener Neudstadt, del año 1463; en el centro la fundación del obispado de Liubliana en 1461, y a la derecha la fundación del convento dominico de San Pedro de Wiener Neudstadt de 1444. En el lado norte se sitúa la Encomienda de la orden de San Jorge en el castillo de Wiener Neudstadt (avalada por el Papa en 1469). En el centro se representa la fundación del obispado y el capítulo colegial de Wiener Neudstadt, y a la derecha el monasterio canónico de San Ulrico.
Hay otras figuras secundarias de príncipes electores, obispos y monjas, y también una figura yacente del Emperador con las ropas y joyas de la Coronación. Junto al monarca se ubica el escudo de la Orden de San Jorge, el escudo imperial con el águila bicéfala y el escudo de Austria sostenido por un león con yelmo. A sus pies el escudo de los Habsburgo, y en el lateral izquierdo el escudo de Lombardía y el de la Antigua Austria, con las cinco alas y la corona archiducal en la cual un águila sostiene la corona con las cinco vocales en mayúsculas y el escudo de Estiria.
La tumba tiene un mensaje iconográfico: en la base hay todo tipo de figuras grotescas y otro tipo de seres simbolizando la vida pecaminosa del emperador. Sus buenas obras están representadas en los relieves de las paredes. En el borde superior del sepulcro monjes, sacerdotes y obispos oran por el eterno descanso del alma del monarca. Hay unos escalones en la parte este por donde se puede subir a la balaustrada.

#### La cruz del jube
Es un recordatorio a los caídos en la Segunda Guerra Mundial, que se encuentra en la pared sur del coro de los Apóstoles, donde fue colocada en 1952. En el año 1945 se ubicaba sobre una reja de estilo renacentista en forma de cruz apoyada en un arco triunfal. Cuando la catedral sufrió el incendio se quemó parte de la figura del Crucificado, que fue reconstruida más tarde. Entre 1515 y 1520 se construyeron seis relieves de la pasión que rodean la cruz.

#### El nuevo órgano

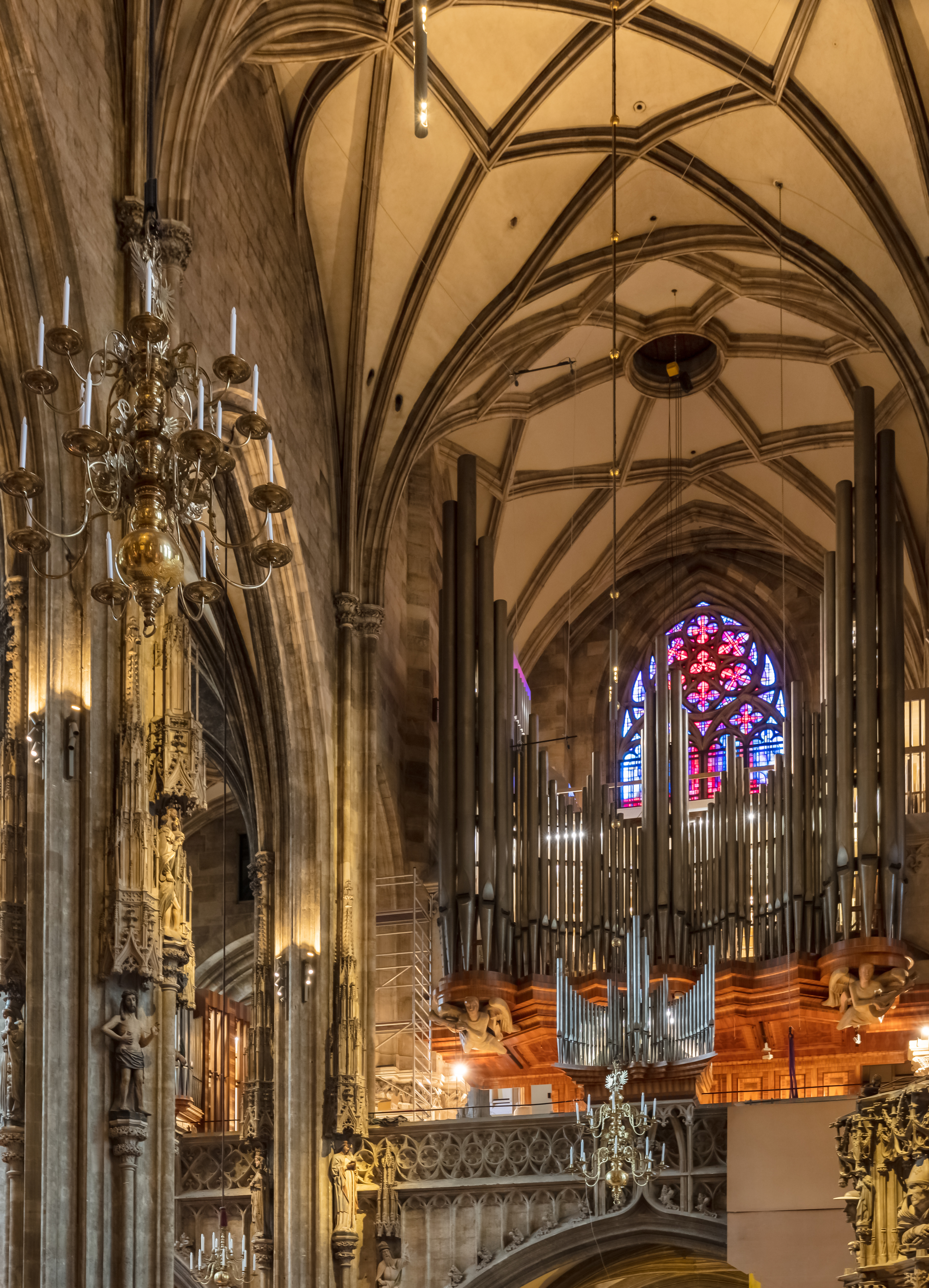
Vista del órgano sobre la entrada principal de la catedral.

Fue diseñado y fabricado por la empresa Rieger de Austria en 1991, y ubicado en la nave de los Apóstoles después de quince años de discusiones a causa de razones acústicas, religiosas y arquitectónicas. Cuenta con cincuenta y cinco registros sobre cuatro manuales. Es un órgano principal sencillo. Su forma se adapta al estilo barroco de la decoración del interior de la catedral.

#### La Virgen de los criados
Según la leyenda, la criada de una condesa acusada de haber robado pidió auxilio a esta imagen, y al final se demostró su inocencia. Su primera ubicación, donde se origina esta leyenda, estuvo en la nave de Santa María y allí acudían a misa los criados. El humo de las velas fue ennegreciendo la estatua con el paso del tiempo, pero aun hoy es una de las imágenes que más oraciones recibe.

#### El altar de San Leopoldo

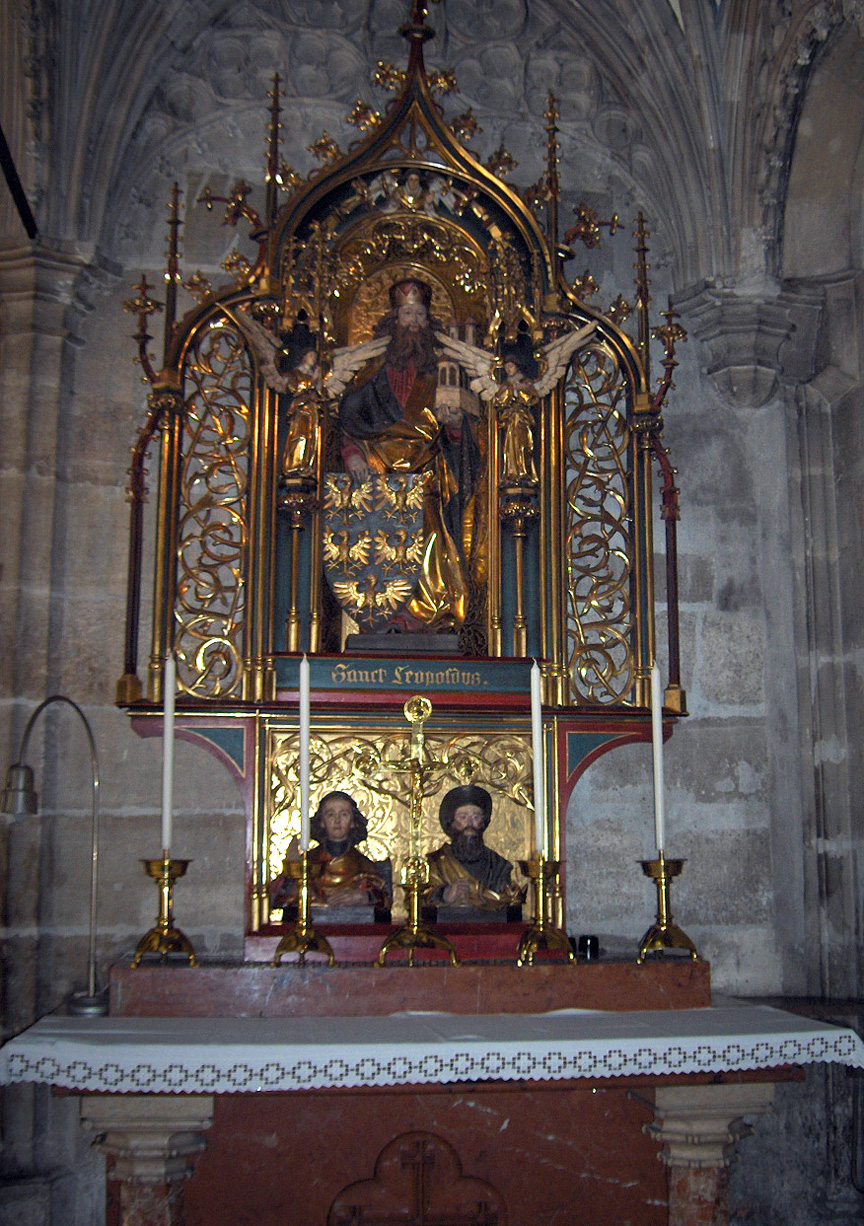
Vista lateral del altar de San Leopoldo.

Está ubicado debajo del baldaquín de Füschel, en el lugar que utilizaban antiguamente los cantores. Es un altar de estilo neogótico en honor al margrave San Leopoldo. El santo sostiene en sus manos el escudo de la Baja Austria (denominado de las alondras) y un modelo de la iglesia. Las estatuas de los santos Colomán y Severino se hallan en la predela.
A la derecha del altar la pared presenta un impacto de bala y una inscripción con el año 1848 que conmemora el año revolucionario en el que hubo luchas dentro del templo.

#### El altar de la Trinidad
Los planos fueron diseñados casi seguro por Georg Raphael Donner en 1740. El retablo, obra de Michelangelo Unterberger, está realizado en honor a la Santísima Trinidad. Otras figuras de arcángeles se ubican a sus lados.
Se puede ver un libro entre ángeles que tiene las palabras "In tres unum sunt". Las esculturas de este altar son obra de Balthasar Moll.
Una sillería de coro barroca separa los altares de la Trinidad y de San Sebastián.

#### El altar de San Sebastián
Se desconoce quién es el autor del retablo (data de principios del siglo XVIII). Escenifica el martirio del santo romano Sebastián. En los arcos se hallan figuras de dos obispos santos no identificados.

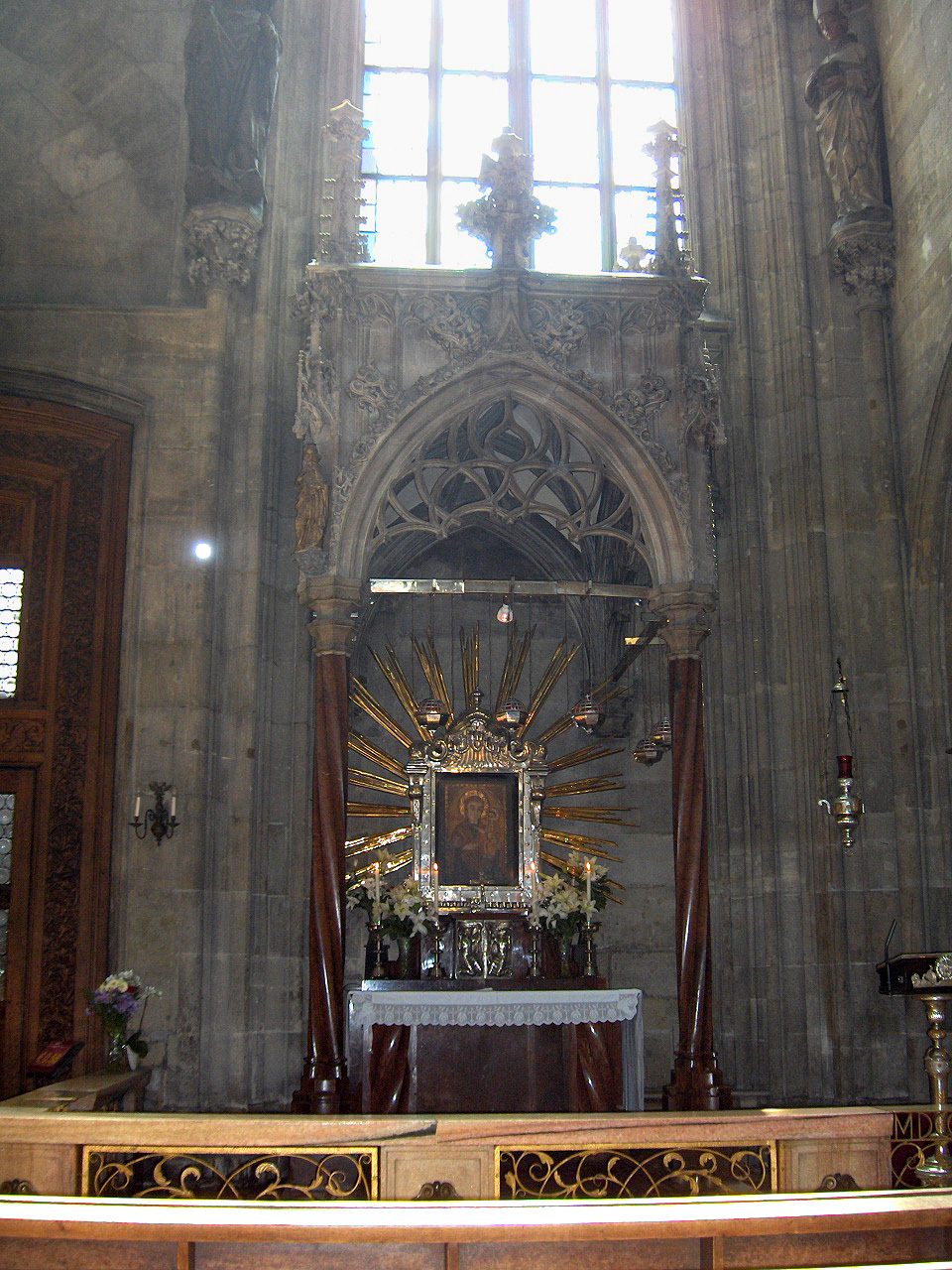
Altar de María Pocs

#### El altar con la imagen milagrosa de María Pocs
Bajo el baldaquino de Jörg Öchsl, de estilo tardogótico, se encuentra la imagen milagrosa de Santa María de Pocs (o Pötsch). El 1 de diciembre de 1697 fue colocado sobre el tabernáculo del altar mayor para su veneración, y en 1945 fue trasladado a su emplazamiento actual.
Pocs (Pötsch en alemán) es una población ubicada en la diócesis húngara de Eger. La imagen fue pintada por Stephan Pap en 1676. Obtuvo fama de milagrosa al derramar lágrimas en 1696 después de haber sido instalada en la iglesia del pueblo. El emperador Leopoldo I la mandó trasladar a Viena para colocarla en su residencia. Fue expuesta en varias iglesias hasta que finalmente se la colocó en la catedral.
La imagen fue elevada a la categoría de paladio tras la victoria conseguida por el príncipe Eugenio de Saboya sobre los turcos en la batalla de Zenta, el 11 de septiembre de 1697, atribuida a la imagen por el predicador Abraham a Sancta Clara.
La emperatriz Leonor donó un fastuoso marco que lleva el nombre de "marco de la Rosa mística" aludiendo a la rosa que lleva el Niño Jesús en la mano. En 1776 se reemplazó por uno de plata más sencillo y coronado por un baldaquín. En la festividad de la inmaculada, el 8 de diciembre, se utilizan unos adornos que donó también la emperatriz.

#### La capilla de Santa Catalina o del Baptisterio

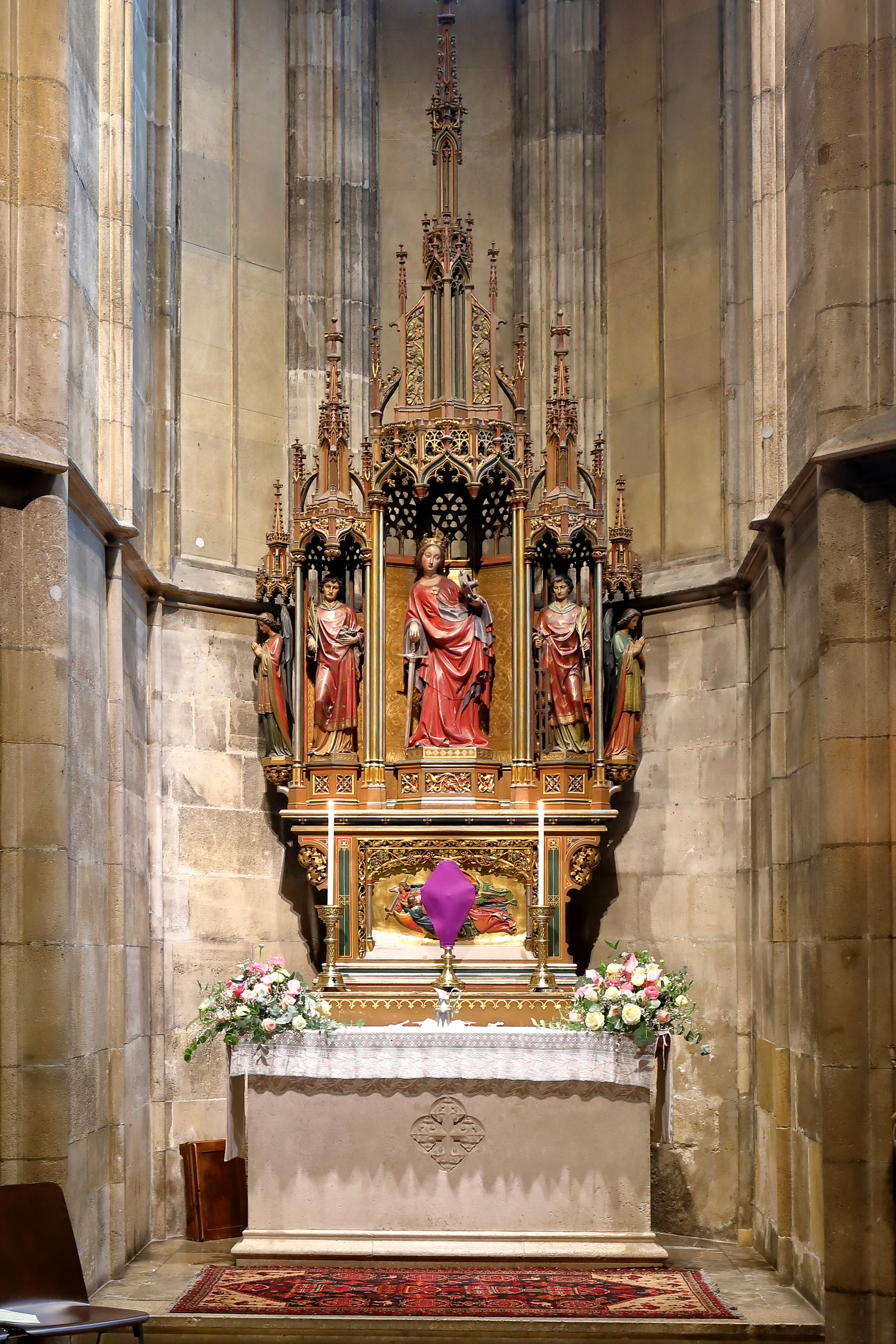
La capilla de Santa Catalina.

Es una capilla de estilo gótico ubicada bajo la torre sur. Las claves de bóveda muestran la Santa Faz, el Cordero de Dios y la imagen de Santa Catalina portando la espada y la rueda. La capilla cuenta en la actualidad con un altar neogótico con una estatua gótica de Santa Catalina que procede del período comprendido entre 1420 y 1430. Hay una estatua de la Dolorosa a la entrada sobre el muro, y a la derecha otra correspondiente a San Juan Evangelista que data de 1895.
La pila bautismal, realizada por un artista desconocido, está confeccionada con mármol de Salzburgo. Es del año 1476 y se estrenó en 1481, y posee una placa confirmando la fecha. En sus orígenes estaba ubicada en la nave central, delante de la reja de la comunión, pero se trasladó a la capilla en el siglo XVII. En la base de la pila se encuentran las figuras de los cuatro Evangelistas: Mateo, Marcos, Lucas y Juan, portando sus atributos en la mano. Sobresale del pie octogonal y muestra en catorce escenas a Cristo Salvador del Mundo, a los doce Apóstoles, y San Esteban. En el borde superior biselado de la pila se encuentran grabadas en latín las últimas palabras del último capítulo del Evangelio de San Marcos:

Dispersaos y anunciad el Evangelio a todas las criaturas. El que crea y se bautice será salvado, mas el que no crea se condenará
Mc. 16, 15s

La corona heptagonal de la pila da el aspecto de un incensario abierto; sin embargo, sirvió como tornavoz del púlpito durante siglos hasta que tras la Segunda Guerra Mundial volvió al baptisterio. Tiene el aspecto de la aguja de una torre, coronada por una escena del Bautismo de Jesús.
En el muro oeste, ante la capilla, se colocaron en 1947 los restos del monumento barroco esculpido por Edmund von Hellmer para celebrar la liberación de Viena del asedio turco en 1683. Este monumento resultó muy dañado al caerle encima la gran campana Pummerin en el incendio de 1945. Tiene una inscripción en latín realizada por Franz Jachym y otra en alemán de la escritora Paula Von Predarovic (autora del Himno Nacional de Austria).

## Imágenes de los pilares
La catedral posee noventa y seis representaciones marianas en el templo que describen de forma casi exhaustiva la vida de la Virgen. Son estatuas de piedra o madera, retablos o representaciones aisladas o grupales en los monumentos funerarios. Numerosas imágenes están repetidas debido a las donaciones de la burguesía, aludiendo a la dedicación del templo a Todos los Santos. Las figuras de piedra o barro están en concordancia con las reliquias, altares o las capillas de la iglesia.

## Las sepulturas

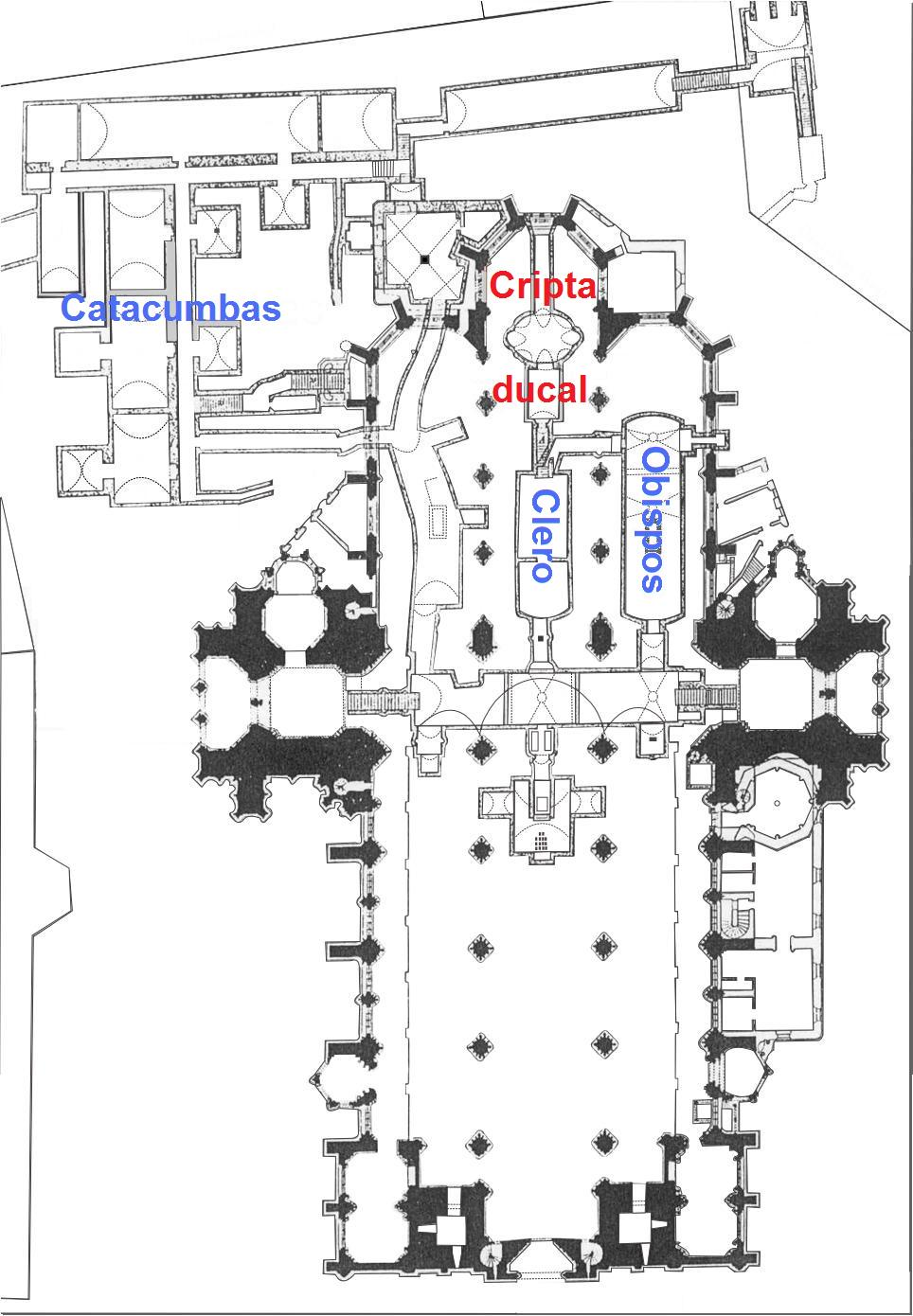
Plano de las cámaras subterráneas de la Catedral.

La catedral alberga quince tumbas, incluidas la del duque Rodolfo. Las sepulturas constituyen un conjunto de pasillos y cámaras que se distribuyen por las criptas bajo la catedral y por las catacumbas bajo la plaza de San Esteban, hacia el nordeste. Se realizaron entierros hasta 1783, cuando José II prohibió esta práctica.

## Las campanas
Los campanarios de la catedral se hallan ubicados en las torres de la catedral, se utilizan para brindar espectáculos musicales durante las festividades religiosas y las misas dominicales.
Se destaca la campana Pummerin, actualmente funciona una réplica de la original, destruida por el incendio de 1945.

## Las sacristías
Sacristía superior
Se correspondía originalmente con la Sala Capitular. Es un espacio con bóveda de crucería y claves de bóveda ornamentales, ubicada en la parte sur del altar mayor, refaccionado en el siglo XVII y modificado en 1718.
Los frescos son obra de Martino Altomonte y escenifican la vida de San Esteban. Hay un lavamanos de mármol barroco con un relieve metálico y una representación del Bautismo de Jesús.
Sacristía inferior
Está ubicada en la parte sur del templo reemplazando una sacristía gótica. La primera estancia posee una decoración en estuco obra de Giovanni Antonio Tencala, en el techo hay un fresco que representa el Sacrificio de Elías, realizado por Martino Altomonte; se encuentra enmarcado por bustos de estuco que presentan diferentes profetas. Hay un crucifijo grande de madera de estilo gótico del año 1420.
Se encuentran las figuras de María y Juan realizadas por Franz Xaver Messerschmidt en el año 1768. Enfrente hay una representación plástica de Moisés con las tablas de la Ley.
Sacristía del obispo y de los canónigos
Posee también valiosos estucos y frescos realizados por Altomonte. Está decorado haciendo referencia al Nuevo Testamento. El fresco del techo muestra a San Pedro recibiendo las llaves, fue realizado en 1730. La cinta contiene las palabras en latín del Evangelio de San Mateo: "Tú eres Pedro y sobre esta piedra edificaré mi Iglesia, y las fuerzas de los infiernos no prevalecerán contra ella".
Los pequeños medallones muestran a los cuatro Evangelistas y la Anunciación de la Virgen. En la puerta de la entrada se puede ver la figura de la iglesia. El mobiliario de la sacristía y dos lavamanos fueron diseñados casi con seguridad por Georg Raphael Donner. Georg Hillebrand realizó los relieves.

## El tesoro catedralicio
La sacristía inferior no sufrió daños durante el incendio, por lo que se conservaron muchos ornamentos y objetos religiosos que actualmente se siguen usando. Contiene los ornamentos del obispo Philipp Friedrich Graf Breuner, catalogados en grandes y pequeños: los grandes se encuentran en su estado original y son los más importantes del primer Barroco. Por su parte, los pequeños fueron rediseñados en el año 1647 utilizando como base unos tejidos anteriores.
Hay objetos en desuso en la actualidad, como los zapatos y las medias pontificales, los guantes o el manípulo. El Atlas con bordados de oro se utiliza anualmente en la festividad del 26 de diciembre. Además, en la festividad del 8 de diciembre se utilizan los ornamentos de la emperatriz Leonor, realizados en el año 1697, adornados con decoraciones florales y bordados de varios colores.
El papa Pío VI donó en 1782 varias casullas; una de color blanco es utilizada en la misa de Pascua por el Arzobispo. Hay muchas obras de arte conservadas en el Museo Catedralicio y Diocesano y otras en el Museo de Historia de la Ciudad, como el antiguo tabernáculo del altar mayor y las estatuas originales de la torre sur.

## Licencia
- Esta obra contiene una traducción  derivada de «St. Stephen's Cathedral, Vienna» de Wikipedia en inglés, publicada por sus editores bajo la Licencia de documentación libre de GNU y la Licencia Creative Commons Atribución-CompartirIgual 4.0 Internacional.

- Datos: Q5943
- Multimedia: St. Stephen's Cathedral, Vienna / Q5943